# Salon-de-Provence
Pour les articles homonymes, voir Salon.
Salon-de-Provence (en occitan provençal : Seloun de Provènço) est une commune française située dans le département des Bouches-du-Rhône, en région Provence-Alpes-Côte d'Azur.

## Géographie

### Localisation

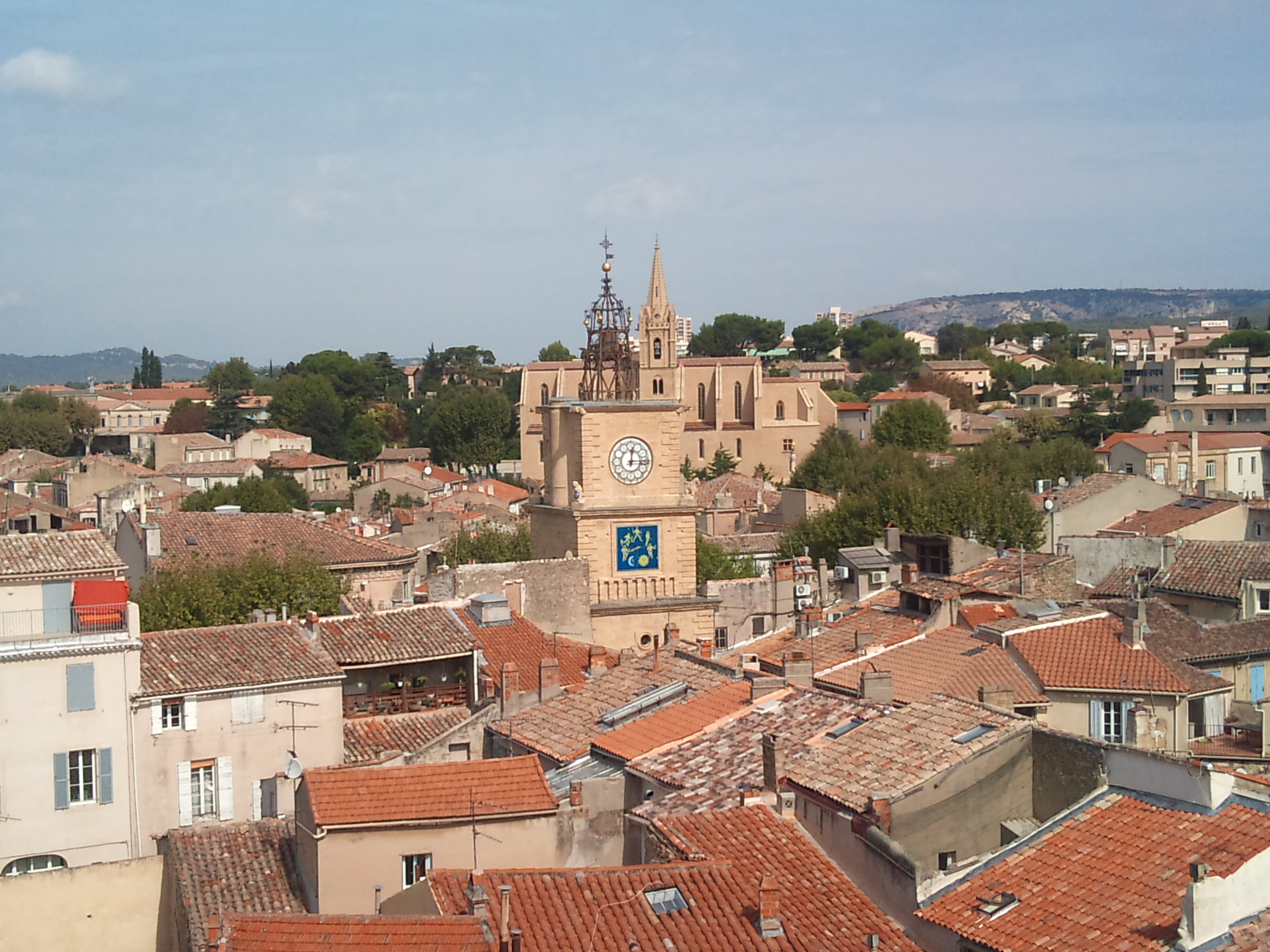
Point de vue culminant depuis le château de l'Emperi.

Salon-de-Provence est située dans la région Provence-Alpes-Côte d'Azur, département des Bouches-du-Rhône (13).
Elle est à 52 km de Marseille, à 35 km d'Aix-en-Provence, à 40 km d'Arles, à 75 km de Nîmes et 55 km d'Avignon.

### Communes limitrophes
Sept communes, huit en incluant un quadripoint avec Miramas, sont limitrophes de Salon-de-Provence :
Les communes limitrophes sont Aurons, Eyguières, Grans, Lamanon, Lançon-Provence, Pélissanne, Saint-Martin-de-Crau et Miramas.
| Eyguières                    | Lamanon           | Aurons          |
| Saint-Martin-de-Crau         | Salon-de-Provence | Pélissanne      |
| Miramas (par un quadripoint) | Grans             | Lançon-Provence |

### Géologie et relief
Salon-de-Provence se distingue par son centre-ville situé sur un plat et son château de l'Emperi bâti sur une colline (le Puech) dominant ce centre-ville. Néanmoins, l'Est de Salon-de-Provence, à partir du quartier des Viougues, est surélevé.
De plus, Salon-de-Provence est entourée par des failles sismogènes (Trévaresse, le Luberon).

### Hydrographie
Le territoire de la commune est traversé du nord au sud par le canal EDF, ou canal usinier de la Durance, un canal d’irrigation, d’adduction d’eau potable et de production électrique construit par Électricité de France, alimenté par une grande partie des eaux de la Durance. Il passe à l'est du centre-ville. Au sud-est de celui-ci, dans le quartier de la Croix-Blanche, est implantée sur le cours du canal la centrale hydroélectrique de Salon-de-Provence. Le territoire de Salon-de-Provence est parcouru par plusieurs autres canaux de moindre importance. 
 
Peu avant de quitter Salon-de-Provence, le canal EDF franchit quasiment perpendiculairement le lit du fleuve côtier Touloubre (qui s'écoule sous lui par un large conduit), un cours d'eau naturel qui traverse, du nord-est vers le sud-ouest, la partie sud de la commune.

### Climat
Pour des articles plus généraux, voir Climat de Provence-Alpes-Côte d'Azur et Climat des Bouches-du-Rhône.
En 2010, le climat de la commune est de type climat méditerranéen franc, selon une étude du Centre national de la recherche scientifique s'appuyant sur une série de données couvrant la période 1971-2000. En 2020, Météo-France publie une typologie des climats de la France métropolitaine dans laquelle la commune est exposée à un climat méditerranéen et est dans la région climatique  Provence, Languedoc-Roussillon, caractérisée par une pluviométrie faible en été, un très bon ensoleillement (2 600 h/an), un été chaud (21,5 °C), un air très sec en été, sec en toutes saisons, des vents forts (fréquence de 40 à 50 % de vents > 5 m/s) et peu de brouillards. 
Pour la période 1971-2000, la température annuelle moyenne est de 14,2 °C, avec une amplitude thermique annuelle de 17,2 °C. Le cumul annuel moyen de précipitations est de 628 mm, avec 5,7 jours de précipitations en janvier et 1,9 jours en juillet. Pour la période 1991-2020, la température moyenne annuelle observée sur la station météorologique installée à Salon-de-Provence est de 14,7 °C et le cumul annuel moyen de précipitations est de 594,1 mm. 
La température maximale relevée sur cette station est de 43,4 °C, atteinte le 28 juin 2019 ; la température minimale est de −18,5 °C, atteinte le 12 février 1956,,. 
| Mois                                  | jan.             | fév.             | mars            | avril         | mai             | juin           | jui.            | août           | sep.           | oct.            | nov.            | déc.             | année      |
| ------------------------------------- | ---------------- | ---------------- | --------------- | ------------- | --------------- | -------------- | --------------- | -------------- | -------------- | --------------- | --------------- | ---------------- | ---------- |
| Température minimale moyenne (°C)     | 1,8              | 1,9              | 4,5             | 7,2           | 11              | 14,9           | 17,3            | 17,1           | 13,7           | 10,5            | 5,9             | 2,6              | 9          |
| Température moyenne (°C)              | 6,7              | 7,3              | 10,5            | 13,2          | 17,2            | 21,3           | 24              | 23,7           | 19,7           | 15,7            | 10,5            | 7,2              | 14,7       |
| Température maximale moyenne (°C)     | 11,5             | 12,7             | 16,5            | 19,3          | 23,4            | 27,8           | 30,7            | 30,4           | 25,7           | 20,9            | 15,2            | 11,9             | 20,5       |
| Record de froid (°C) date du record   | −14,3 24.01.1963 | −18,5 12.02.1956 | −9,4 02.03.05   | −4,3 08.04.21 | −0,9 01.05.1960 | 4,2 04.06.1984 | 7,6 17.07.00    | 7,7 08.08.1978 | 3,1 30.09.1974 | −3,6 31.10.1997 | −7,6 23.11.1998 | −14,4 28.12.1962 | −18,5 1956 |
| Record de chaleur (°C) date du record | 20,8 10.01.15    | 23,1 24.02.20    | 25,7 24.03.1994 | 29,2 10.04.11 | 34,4 24.05.09   | 43,4 28.06.19  | 39,7 26.07.1983 | 39,8 01.08.20  | 35,1 04.09.23  | 30,1 01.10.23   | 24,2 01.11.22   | 22 04.12.1961    | 43,4 2019  |
| Précipitations (mm)                   | 54,4             | 34,2             | 36,6            | 56,4          | 44              | 30,6           | 13,7            | 30,5           | 78,9           | 85,6            | 84,1            | 45,1             | 594,1      |

| Diagramme climatique                                  |             |             |             |          |              |              |              |              |              |             |             |
| J                                                     | F           | M           | A           | M        | J            | J            | A            | S            | O            | N           | D           |
| 11,51,854,4                                           | 12,71,934,2 | 16,54,536,6 | 19,37,256,4 | 23,41144 | 27,814,930,6 | 30,717,313,7 | 30,417,130,5 | 25,713,778,9 | 20,910,585,6 | 15,25,984,1 | 11,92,645,1 |
| Moyennes : • Temp. maxi et mini °C • Précipitation mm |             |             |             |          |              |              |              |              |              |             |             |

Les paramètres climatiques de la commune ont été estimés pour le milieu du siècle (2041-2070) selon différents scénarios d'émission de gaz à effet de serre à partir des nouvelles projections climatiques de référence DRIAS-2020. Ils sont consultables sur un site dédié publié par Météo-France en novembre 2022.

## Voies de communication et transports

### Voies routières

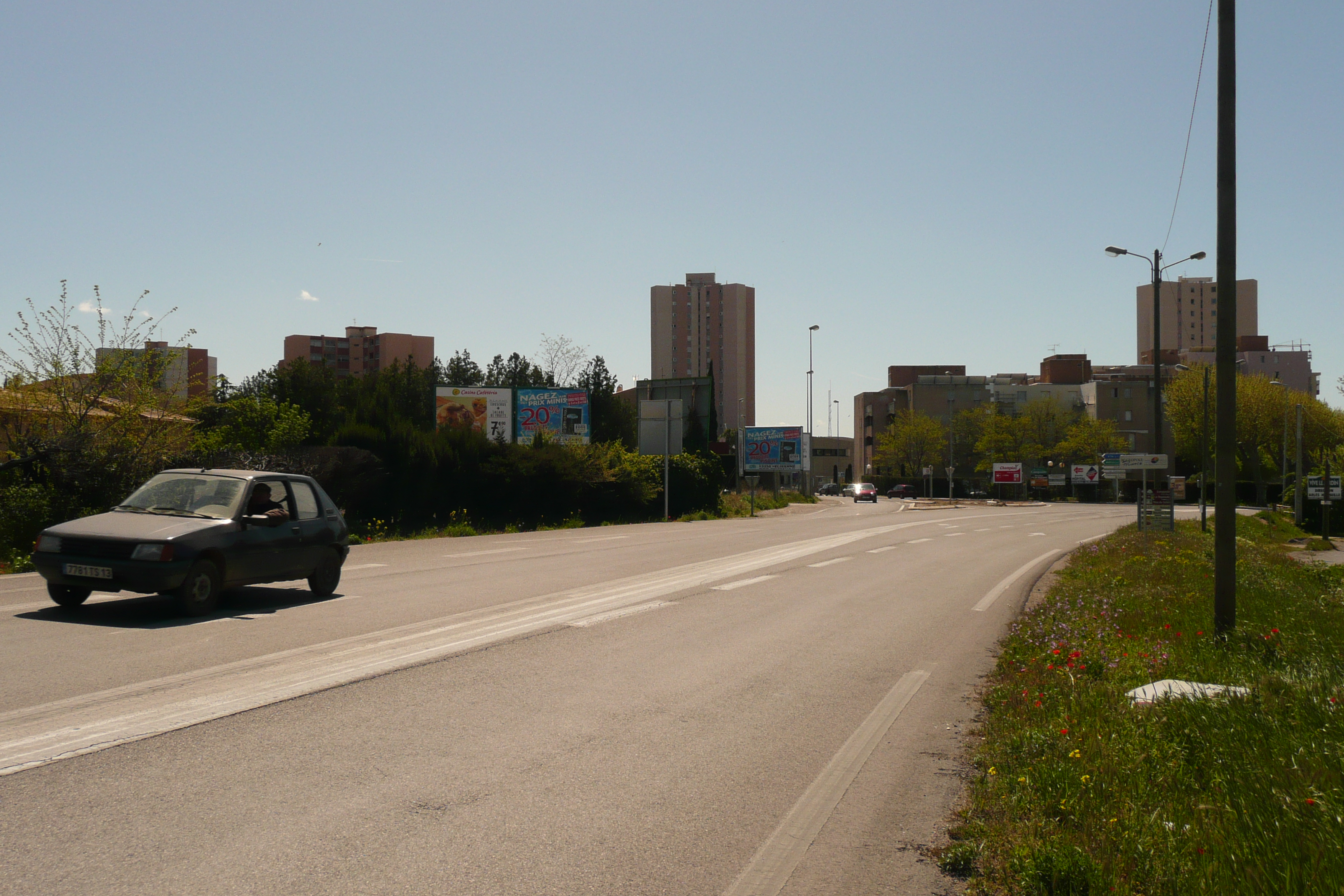
Entrée nord de la ville par la route départementale 538 en 2008.

La commune est située au carrefour des autoroutes A7, reliant Lyon à Marseille, au moyen d'un demi-échangeur (no 27 desservant les quartiers Nord), et A54 en provenance de Nîmes (nos 15, desservant les quartiers Sud, 14 dans la commune limitrophe de Grans et 13 - Salon-Ouest, desservant l'extrême-ouest de la commune).
D'autres routes départementales traversent la commune.
La route D 113, ancienne route nationale, relie Marseille et Rognac au sud à Saint-Martin-de-Crau et Arles vers l'ouest ; elle assure aussi une partie du contournement sud-ouest de la ville, puis dessert le quartier de Bel-Air. Au moyen d'un carrefour giratoire, la D 538 (également ancienne route nationale) dessert les quartiers nord en direction de Lamanon et Sénas, puis Avignon par la D 7n.
La commune est aussi l'origine de la D 572 en direction de Pélissanne, Saint-Cannat et Aix-en-Provence vers l'est. Tout à l'ouest, la N 569 partiellement déclassée relie Eyguières au nord, Miramas et Istres au sud.
Le maillage est complété par les départementales 16 (depuis Grans ou Vernègues par la route du Val de Cuech), 17 (depuis Eyguières ou Pélissanne), 68 (vers Aurons par Pélissanne) et 69 (de Salon à Miramas).

### Transports en commun
Libébus est le réseau de transports urbains de la métropole Aix-Marseille-Provence. Il est composé de 5 lignes urbaines, 6 lignes périurbaines, 4 navettes gratuites, 2 lignes de transport à la demande et 6 lignes scolaires. 

### Transports ferroviaires

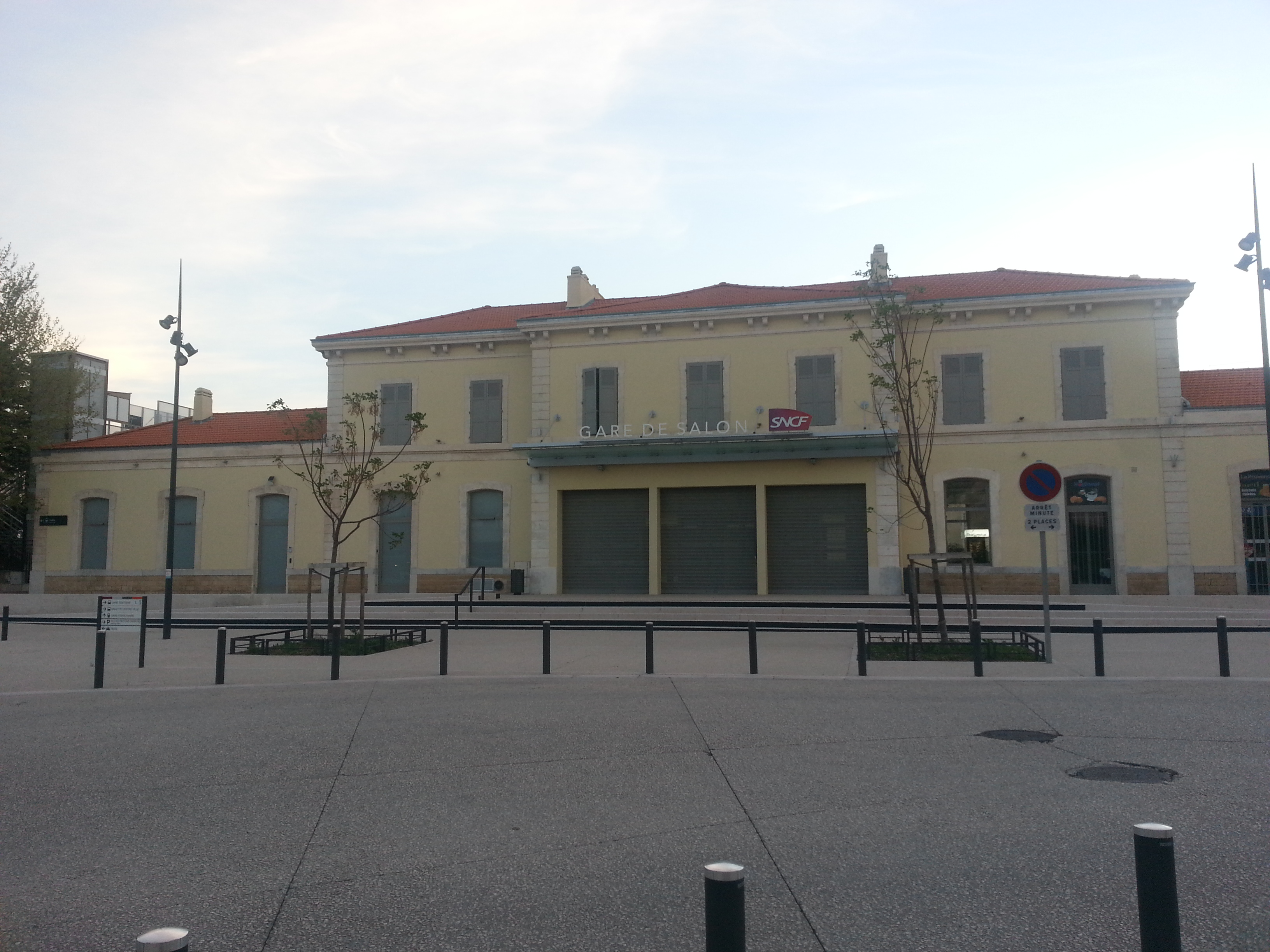
Façade de la gare.

Salon-de-Provence possède une gare, construite en mai 1873 par la Compagnie PLM et située sur la ligne d'Avignon à Miramas. La ligne est électrifiée en 1977. Elle est desservie par les TER PACA reliant les gares d'Avignon-Centre et de Miramas (certains trains sont prolongés jusqu'à Marseille).
Elle possédait une autre gare, construite en 1887 par une compagnie privée, située sur la ligne d'Arles à Salon. La ligne ferme son trafic voyageur en 1933 et marchandises en 1947. Elle a aujourd'hui disparu au profit de routes qui en reprennent toutefois le tracé ; du chemin des Batignolles arrivant du nord-ouest jusqu'à la rue des Korrigans qui constitue les derniers mètres avant la gare. Si le bâtiment voyageur a été détruit dans les années 1970, les anciens bureaux administratifs et la remise aux locomotives sont toujours en place.
Les gares TGV les plus proches se situent à Avignon et Aix-en-Provence.

### Transports aériens
L'aéroport le plus proche est celui de Marseille Provence à Marignane.

### Aérodrome
A l'ouest de la ville s'étend l'aérodrome de Salon - Eyguières. Cet aérodrome a été créé en 1935. Depuis 2006, il est la propriété de la commune d'Eyguieres.
Ce site de 206 hectares est le seul terrain sportif du département ouvert à la circulation publique sans autorisation (en dessous de 5,7 tonnes).

### Base militaire aérienne
Au sud-est de la ville se trouve la base militaire aérienne 701

## Urbanisme

### Typologie
Au 1er janvier 2024, Salon-de-Provence est catégorisée centre urbain intermédiaire, selon la nouvelle grille communale de densité à 7 niveaux définie par l'Insee en 2022.
Elle appartient à l'unité urbaine de Salon-de-Provence, une agglomération intra-départementale dont elle est ville-centre,. Par ailleurs la commune fait partie de l'aire d'attraction de Salon-de-Provence, dont elle est la commune-centre,. Cette aire, qui regroupe 6 communes, est catégorisée dans les aires de 50 000 à moins de 200 000 habitants,.

### Occupation des sols
L'occupation des sols de la commune, telle qu'elle ressort de la base de données européenne d’occupation biophysique des sols Corine Land Cover (CLC), est marquée par l'importance des territoires agricoles (55,3 % en 2018), en diminution par rapport à 1990 (60,6 %). La répartition détaillée en 2018 est la suivante : 
prairies (25,4 %), zones agricoles hétérogènes (20,7 %), milieux à végétation arbustive et/ou herbacée (15,8 %), zones urbanisées (14,5 %), zones industrielles ou commerciales et réseaux de communication (9,5 %), cultures permanentes (5,5 %), terres arables (3,8 %), forêts (3,1 %), espaces verts artificialisés, non agricoles (1,5 %), mines, décharges et chantiers (0,3 %). L'évolution de l’occupation des sols de la commune et de ses infrastructures peut être observée sur les différentes représentations cartographiques du territoire : la carte de Cassini (XVIIIe siècle), la carte d'état-major (1820-1866) et les cartes ou photos aériennes de l'IGN pour la période actuelle (1950 à aujourd'hui).

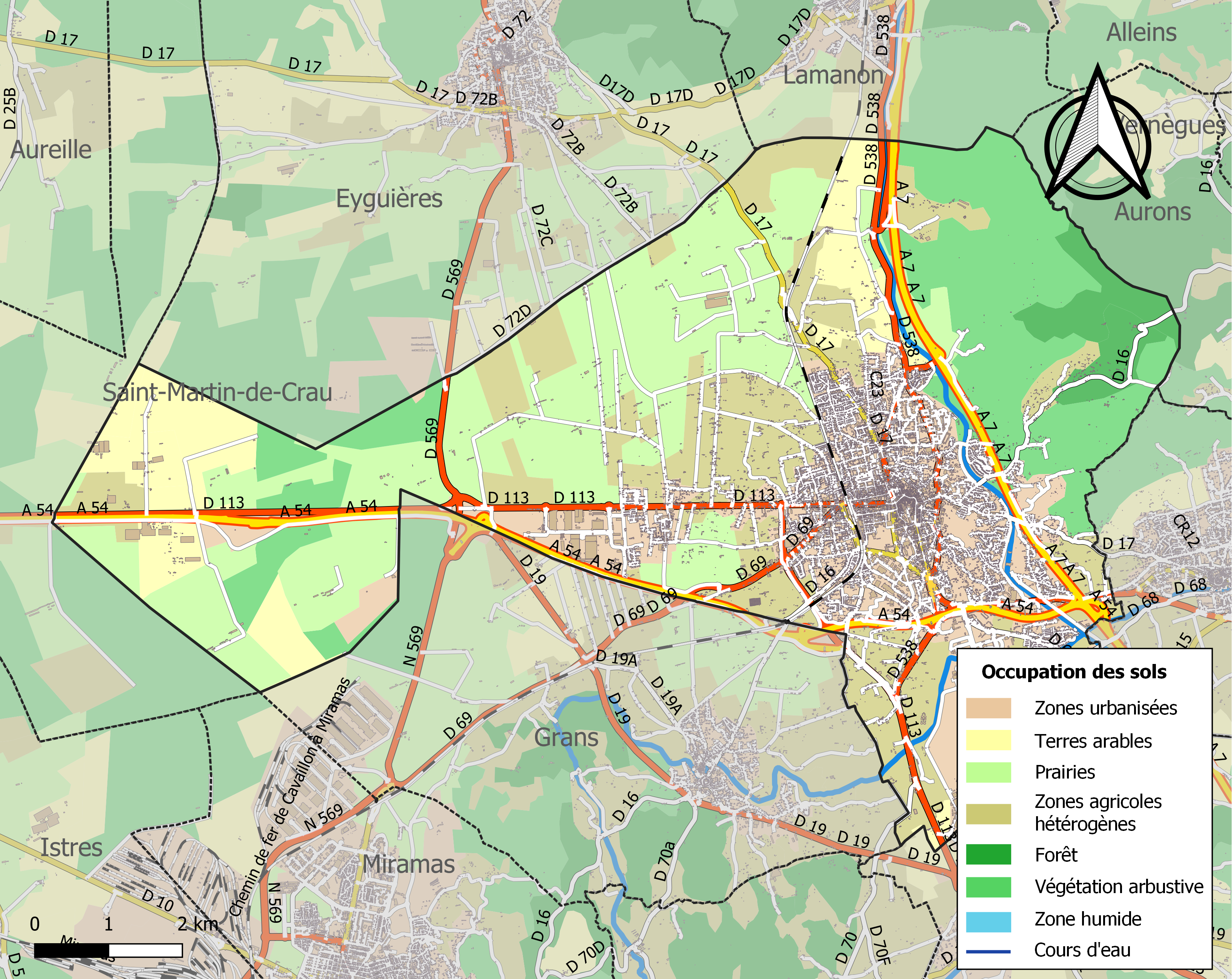
Carte des infrastructures et de l'occupation des sols de la commune en 2018 (CLC).

### Morphologie urbaine et quartiers

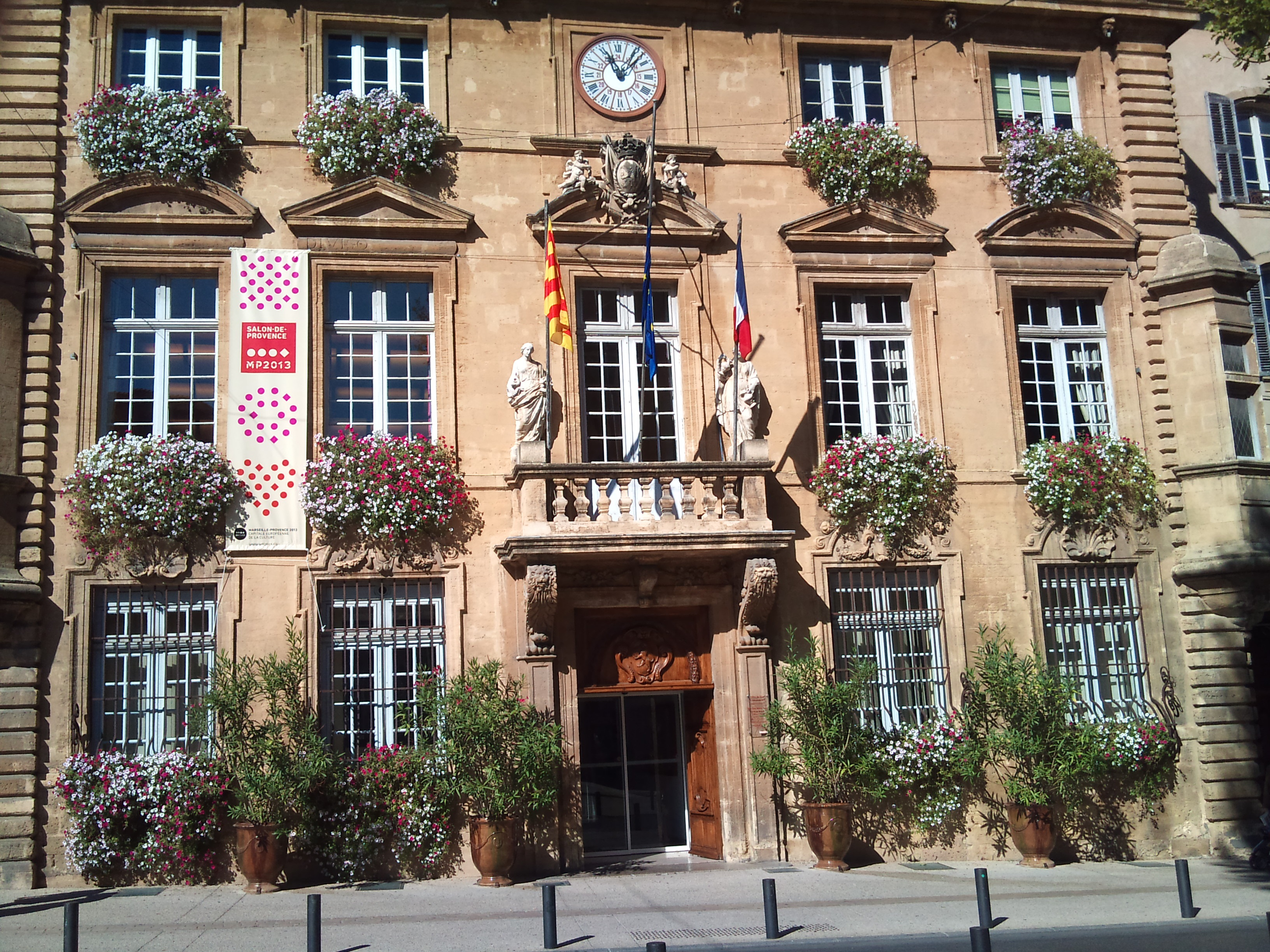
Mairie.

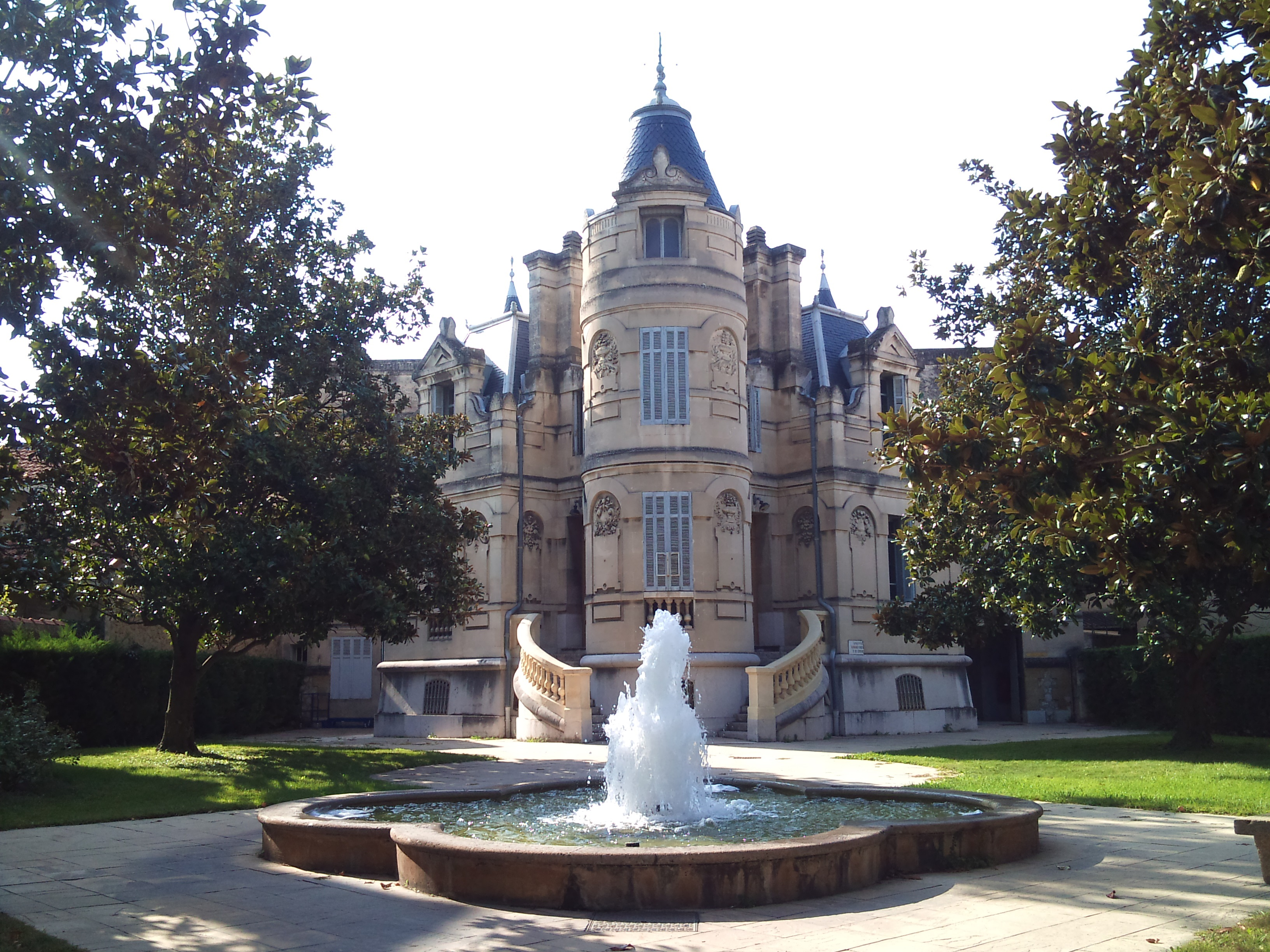
Palais de Justice.

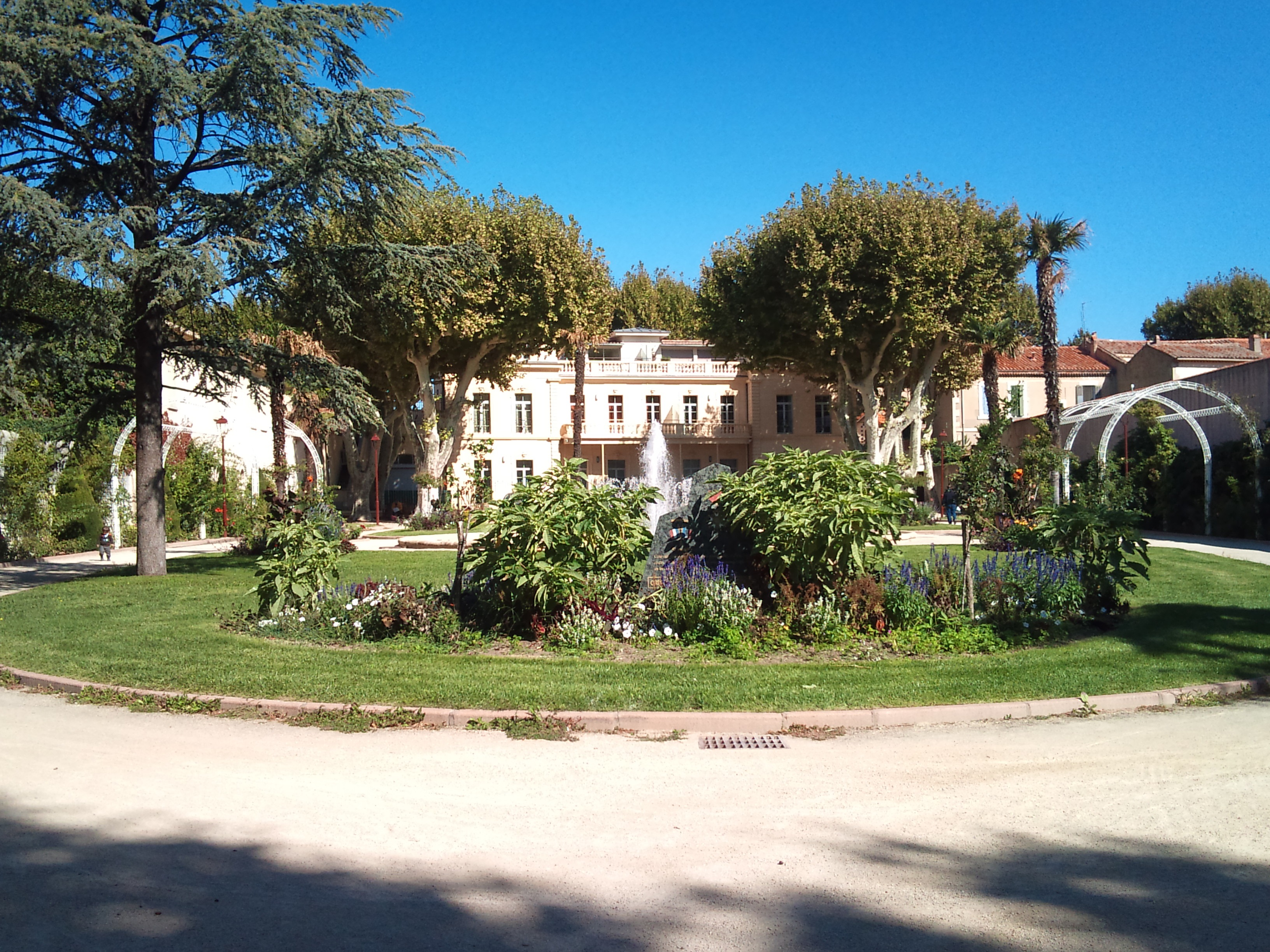
Parc de la Légion d'honneur.

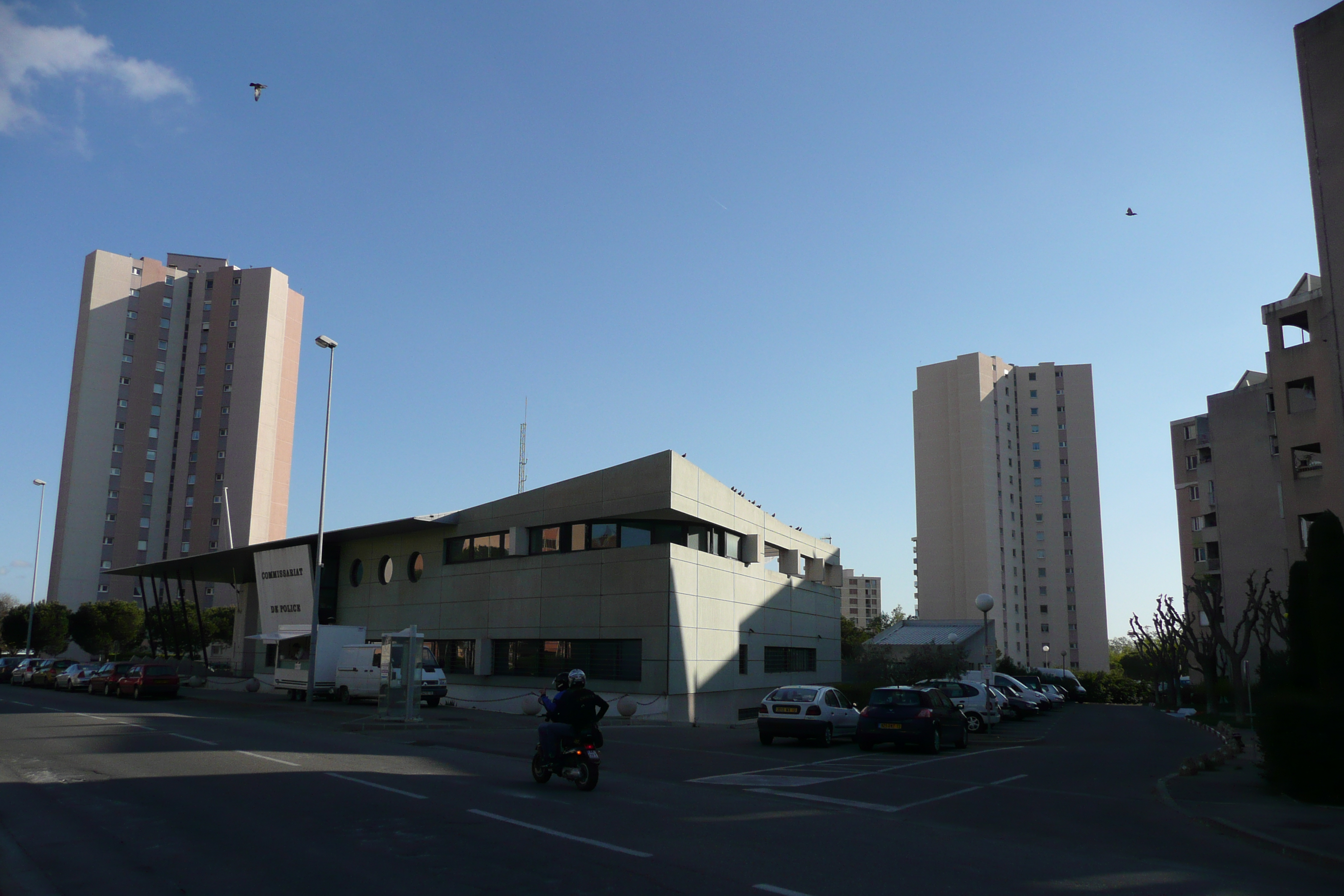
Les plus hautes tours de la commune sont situées au nord.

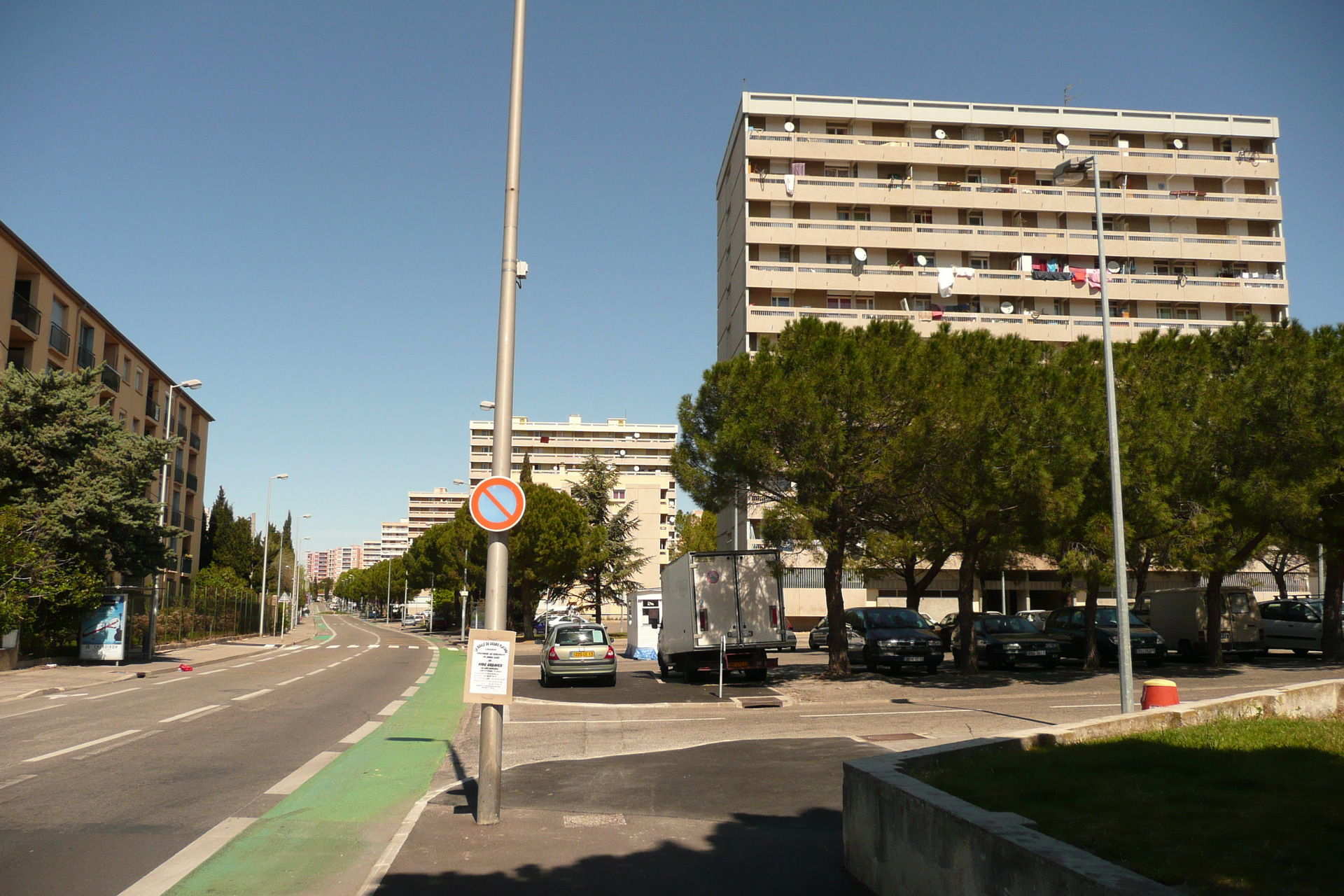
Rue principale du quartier des Canourgues.

La ville de Salon-de-Provence est organisée autour du château de l'Empéri. On retrouve d'abord le cœur historique avec les petites ruelles et les portes médiévales. Le centre historique est toutefois grandement réduit dans les années 1980 où le choix est alors fait d'exproprier et de démolir les îlots insalubres.
Le centre-ville a un style provençal traditionnel avec plusieurs édifices en « pierre de Rognes ».
C'est dans les quartiers Nord de la ville que l'on retrouve les plus hauts immeubles, dans le quartier des Canourgues. Les deux plus hautes tours sont hautes de 18 étages.
Les deux quartiers prioritaires de la commune sont situés aux Canourgues (au nord du centre-ville) et à la Monaque (entre le centre-ville et l'autoroute A54), avec un total de 5 000 habitants.
La population est plus concentrée à l'est à l'échelle communale. On y retrouve une population aisée, tandis que l'ouest de la commune est plus faiblement urbanisé (vers Bel-Air et La Crau).
La périphérie est dominée par des familles avec enfants, où leur représentation est très marquée dans le quartier de la Crau. Les familles monoparentales le sont en revanche dans les quartiers des Canourgues et de la Monaque.
Outre ces quartiers, au sud de l'autoroute A54, le quartier de Lurian est relié au reste de la ville par deux ponts, passant sur l'autoroute depuis sa mise en service en 1996 : à l'ouest par la RD 538 et à l'est par la RD 68, comprenant une cité scolaire, composée d'une école maternelle, de deux écoles élémentaires (Lurian 1 à l'ouest et Lurian 2 à l'est) et un collège (Joseph-d'Arbaud). La construction de cette autoroute a entraîné l'enclavement de la cité scolaire, avec des difficultés d'accès, signalées en 1997 par André Vallet, sénateur des Bouches-du-Rhône et maire de la commune.

#### Les Canourgues

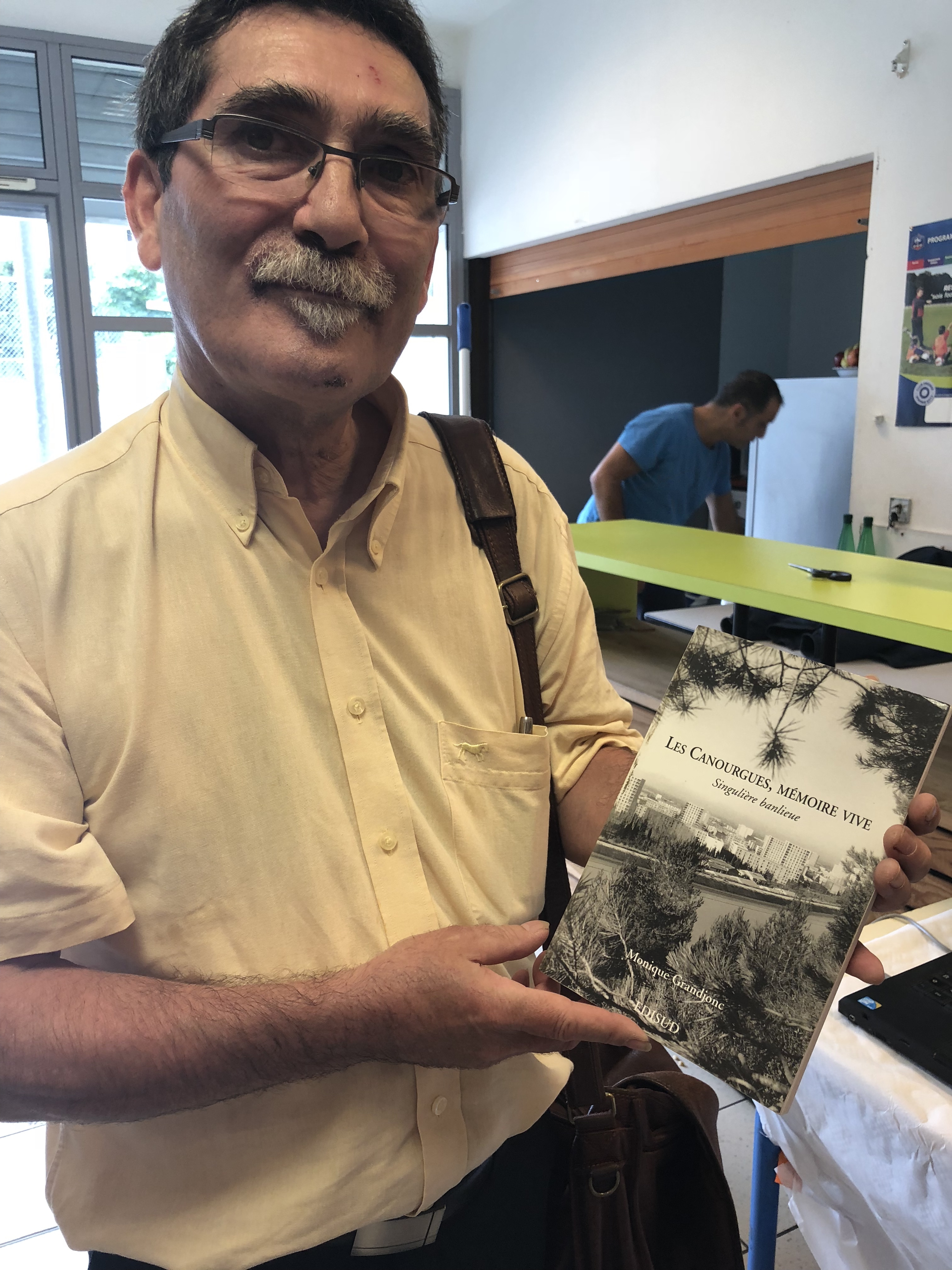
Les Canourgues Mémoires vives de Monique Grandjonc.

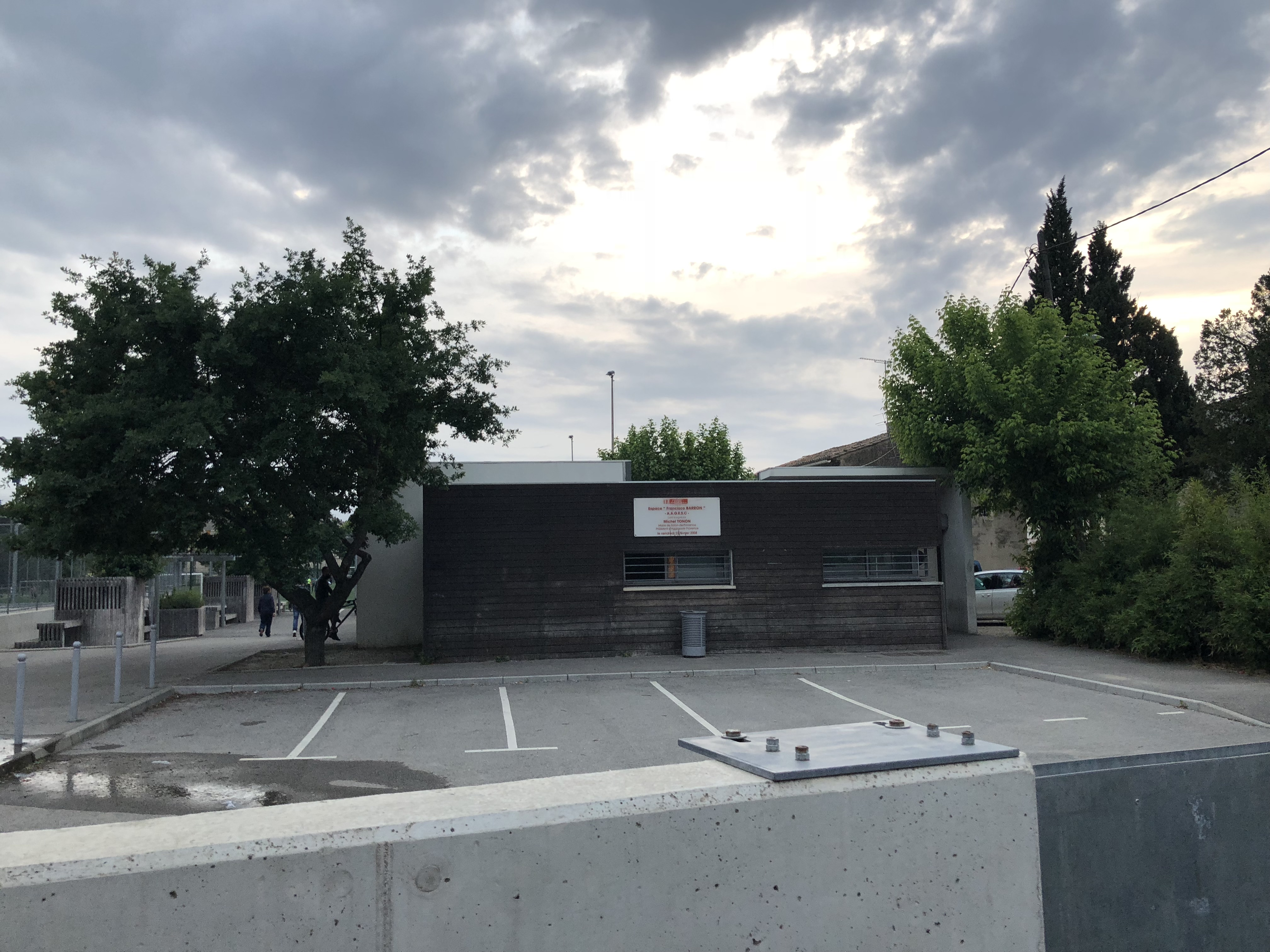
GOSL Espace Francisco-Barron à Canourgues.

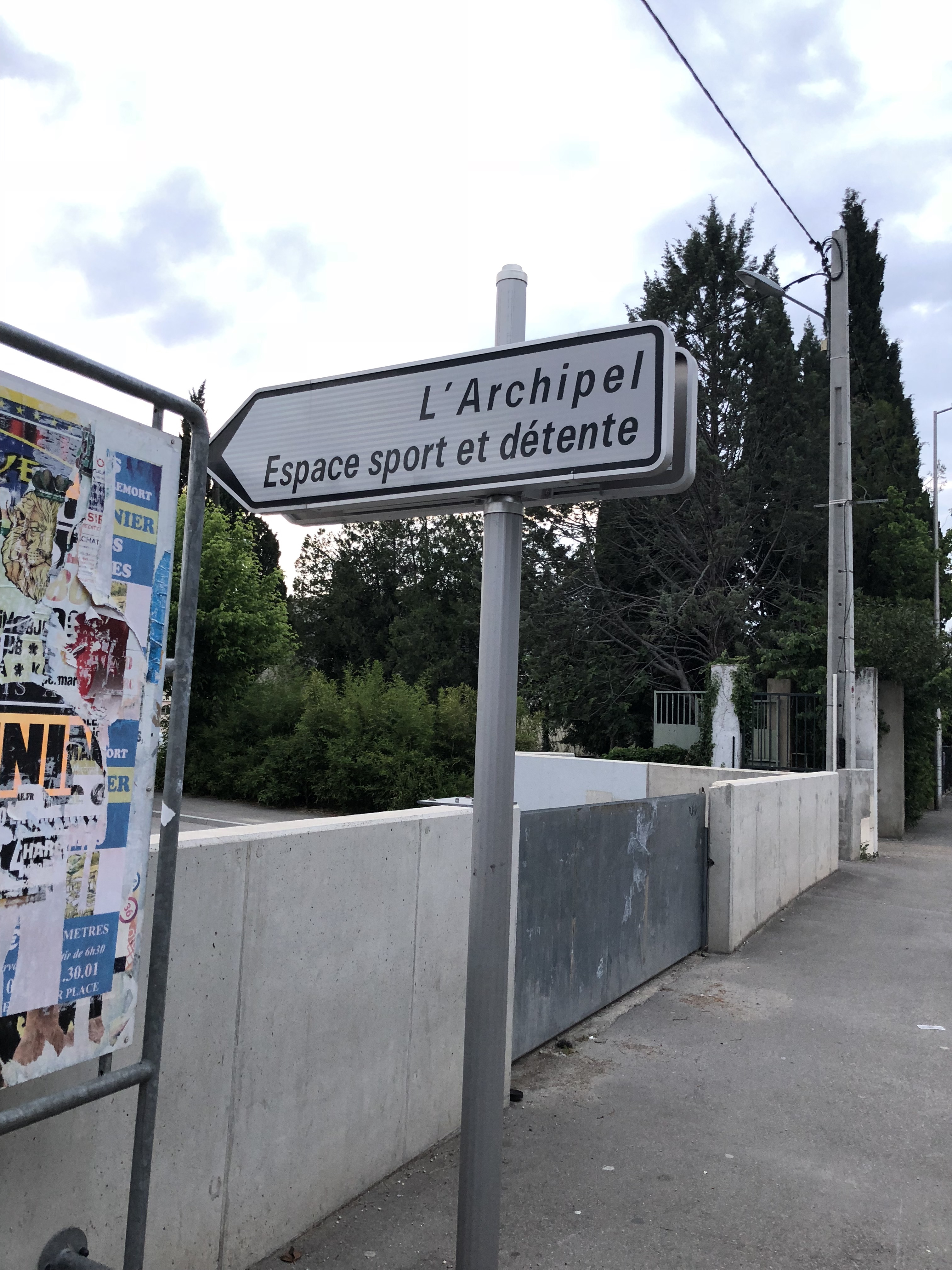
GOSL Espace Francisco-Barron.

Comme la plupart des ZUP, le quartier des Carnougues est situé sur d'anciennes terres agricoles (son nom signifie « champs des chanoines »).
Au milieu des immeubles, se trouve encore le Mas Dossetto, (du nom de son ancien propriétaire) une ancienne bâtisse rurale restaurée en 1976 et transformée en Maison des jeunes et de la culture (MJC) en 1995. Le cadastre indique que la demeure est restée longtemps dans le patrimoine de la famille Viala Lacoste (du début du XIXe siècle jusqu'aux années 1890).
À la fin des années 1960, la ville aménage une ZUP. Entre 1963 et 1965, cinq opérations permettent la construction de plus de 1 000 logements qui accueillent une vague de populations migrantes composées d'employés de grandes industries régionales comme la zone industrielle de Marseille-Fos, des constructeurs du canal EDF, des rapatriés d'Afrique du Nord.
Francisco Baron, un légionnaire crée le GOSL, groupement omnisports et loisir et loisir pour proposer aux jeunes du quartier des activités sportives. La GOSL fusionne en 1987 avec le FC Salon. Voyant que le nombre d'activités proposées aux jeunes à la suite de cette fusion est devenue inexistante, il recrée l'association Glorieux Olympique Sport et Loisir, situé à ce qui en 2018 est l'espace Francisco-Barron, ou "Archipel". Le club du GOSL cesse ses activités en 1998 après son décès. En 1999, nait le club de football Aagesc Salon représenté par sa présidente.
Monique Grandjonc écrit un livre Les Canourgues, mémoire vive, Singulière banlieue entre décembre 1993 et janvier 1995 sur le quartier des Canourgues. L'association NEJMA a été créée pour faciliter l'intégration des personnes ne vivant pas dans le centre-ville, qui pour la plupart étaient issues de l'immigration et qui collaborera à ce projet avec pour objectif de contribuer à tisser des liens de convivialité au sein des Canourgues. L'association de quartier NEJMA a cessé d'exister en septembre 2017.

### Logement
Les logements sociaux ont été construits dans les années 1960, dans les quartiers des Blazots et de la Monaque. Les constructions de HLM remontent aux années 1970.
Deux contrats de ville ont été menés dans les quartiers des Bressons, des Canourgues, du centre-ville, qui ont déjà bénéficié d'un contrat de politique urbaine ; le quartier de la Monaque bénéficie du premier contrat établi entre 1994 et 1999. Le deuxième contrat est établi sur la période 2000-2006 pour les quartiers pavillonnaires au nord-ouest de la commune. Un troisième contrat de ville, signé le 3 juillet 2015 s'applique de 2015 à 2020. Ce contrat est désormais piloté par la métropole Aix-Marseille-Provence.

### Projets d'aménagements
La commune a réaménagé la place Morgan. Ce projet, qui fait suite au plan local d'urbanisme arrêté au 25 mars 2005, avait pour but de renforcer l'attractivité et le dynamisme du centre-ville, dans la continuité des cours Carnot, Victor-Hugo et Gimon, trois cours à dominante marchande dont le réaménagement s'est achevé en 2006. La place Morgan est le lieu de nombreuses manifestations, notamment les marchés. Parc de stationnement de 800 places, gratuit (puis payant depuis le 1er septembre 2010), la place est aussi la gare routière de l'agglomération ainsi que du département (réseau Cartreize).
La place devient piétonne et les parkings sont déplacés (des parkings ont déjà été créés) .
Les travaux commencent le 1er octobre 2012. Les premiers commerces s'installent en décembre 2015 dans les kiosques ; en début d'année d'autres commerces suivent. On y trouve aujourd'hui un carrousel, un parking souterrain d'une capacité de 300 véhicules, un bowling, un Carrefour Market, une Fnac, une salle de sport, un restaurant et un coiffeur, un MyBeers. Dans la partie centrale, on retrouve dans l'un des kiosques le nouvel office du tourisme.
Si ce projet était d'envergure et a marqué les esprits, d'autres projets d'aménagements de la ville ont fleuri les années suivantes comme Liaisons cyclables : construction du groupe scolaire « Arnaud Beltrame », quartier de la Gare en 2019, nouveau stade synthétique multi-sports et nouvelle piste d’athlétisme à St-Côme, Programme de réhabilitation des écoles élémentaires et maternelles, restauration et l'entretien consolidation de la Fontaine moussue en 2020 ; mise en place d'une voie verte, couverture de protection au boulodrome des Canourgues en 2021.

## Toponymie
Le nom de la localité est attesté sous les formes Villa Salone au IXe siècle, Castro Sellone en 964, de Sellone en 1153, Selon au XVIe siècle.
Le Selon de Provença est devenu un Salon-de-Provence en français.
Le nom de cette commune en occitan provençal est Selon de Provença selon la norme classique ou Seloun de Prouvènço selon la norme mistralienne. Lors de la délibération du 20 juin 1918, M. le maire exprime le désir de voir un nom de complément à celui de Salon en raison des similitudes qui existent. En effet plusieurs communes ont le nom de Salon et il en résulte assez fréquemment des fausses directions de correspondances. M. le maire propose d'adopter le nom de Salon-de-Provence et le conseil municipal à l'unanimité accepte cette requête.
En occitan provençal (norme mistralienne), le gentilé est Selounen (au masculin singulier) et Selounenco (au féminin singulier). En français, la salonenque est le nom d'une variété d'olive.

## Histoire

### Période romaine
L'histoire de Salon-de-Provence est ancienne. La voie Aurélienne romaine passe non loin de la ville. Au niveau du développement économique, on retrouve aussi bien les vestiges d'une industrie traditionnelle de savonnerie, de production rurale et viticole que des activités liées au mouton et à l'huile d'olive.

### Moyen Âge
Salon-de-Provence figure en tant que Villa Salone dans les dénombrements des biens de Saint Sauveur de Marseille en 871, du temps de Carloman et de Rostang d'Arles (tempore Carolomani regis et Rostagni archiepiscopi Arelatensis), puis est donnée en investiture par Conrad III à l'archevêque d'Arles en 1144. En 1293, sous l'égide de Rostang de Cabre, furent publiés les statuts municipaux de la ville de Salon-de-Provence.
Charles IX passe dans la ville lors de son tour de France royal (1564-1566), accompagné de la Cour et des Grands du royaume : son frère le duc d’Anjou, Catherine de Médicis sa mère, Henri de Navarre, les cardinaux de Bourbon et de Lorraine.
La ville est aussi célèbre pour Nostradamus, qui y a vécu et y est mort en 1566.
Adam de Craponne, son contemporain, fut un ingénieur français qui permit l'irrigation de la Crau par la construction du canal qui porte son nom.

### Époque contemporaine
En 1790, elle devient chef-lieu de district.
Le 11 juin 1909, un séisme de magnitude 6, à l’épicentre situé à l’ancien volcan de Beaulieu près de Rognes, cause d'importants dégâts.

#### La place Morgan
Les halles furent construites par une délibération de 1934. Une zone d'aménagement concerté a été décidée en 1991 avec un vaste complexe immobilier et une salle des fêtes. L'espace Charles-Trenet est livré en 1995. Le passage Mendès-France est livré à son tour en 1996. Le projet de l'aménagement de la place Morgan n'a été élaboré que tardivement, en 2008.
La place est aujourd'hui terminée.

## Politique et administration

### Tendances politiques et résultats

#### Récapitulatif de résultats électoraux récents
| Municipales 2014    | Municipales 2014    |  | UMP | 47,09 |  | DVG     | 33,71 |  | FN      | 15,05 |  | FG        | 4,12  |             | UMP         | 56,48       |             | DVG         | 35,00       |             | FN          | 8,51        |
| Européennes 2014    | Européennes 2014    |  | FN  | 31,84 |  | UMP     | 26,09 |  | PS      | 10,80 |  | UDI       | 8,40  | Tour unique | Tour unique | Tour unique | Tour unique | Tour unique | Tour unique | Tour unique | Tour unique | Tour unique |
| Régionales 2015     | Régionales 2015     |  | FN  | 40,47 |  | LR      | 27,52 |  | PS      | 16,91 |  | EELV      | 4,82  |             | LR          | 55,53       |             | FN          | 44,47       | Pas de 3e   | Pas de 3e   | Pas de 3e   |
| Présidentielle 2017 | Présidentielle 2017 |  | FN  | 27,38 |  | LR      | 20,74 |  | LFI     | 19,55 |  | EM        | 19,26 |             | EM          | 55,44       |             | FN          | 44,56       | Pas de 3e   | Pas de 3e   | Pas de 3e   |
| Législatives 2017   | Législatives 2017   |  | EM  | 32,07 |  | FN      | 22,30 |  | LR      | 17,33 |  | LFI       | 10,48 |             | EM          | 58,94       |             | FN          | 41,06       | Pas de 3e   | Pas de 3e   | Pas de 3e   |
| Européennes 2019    | Européennes 2019    |  | RN  | 29,09 |  | LREM    | 19,76 |  | EELV    | 12,20 |  | LR        | 8,50  | Tour unique | Tour unique | Tour unique | Tour unique | Tour unique | Tour unique | Tour unique | Tour unique | Tour unique |
| Présidentielle 2022 | Présidentielle 2022 |  | RN  | 27,00 |  | LREM    | 23,27 |  | LFI     | 21,49 |  | REC       | 10,18 |             | LREM        | 50,48       |             | RN          | 49,52       | Pas de 3e   | Pas de 3e   | Pas de 3e   |
| Législatives 2022   | 8e                  |  | LR  | 25,87 |  | Ren-Ens | 23,92 |  | RN      | 19,76 |  | LFI-Nupes | 19,60 |             | Ren         | 56,32       |             | RN          | 43,68       | Pas de 3e   | Pas de 3e   | Pas de 3e   |
| Législatives 2024   | 8e                  |  | RN  | 40,68 |  | Ren-Ens | 27,05 |  | LFI-NFP | 23,24 |  | LR        | 5,18  |             | Ren         | 53,57       |             | RN          | 46,43       | Pas de 3e   | Pas de 3e   | Pas de 3e   |

### Liste des maires successifs
Liste de l'ensemble des maires qui se sont succédé à la mairie de Salon-de-Provence :

### Jumelages
| Salon-de-Provence Wertheim Huntingdon (Royaume-Uni) Gubbio Aranda de Duero Szentendre |

- Wertheim (Allemagne) depuis le 19 septembre 1964[45]
- Huntingdon (Angleterre) depuis le 26 octobre 1974
- Gubbio (Italie) depuis le 10 septembre 1978[46]
- Aranda de Duero (Espagne) depuis le 2 mai 1992
- Szentendre (Hongrie) depuis le 8 mai 1997[47]

La ville roumaine de Teliu est définie comme une ville amie.

### Marrainage
Blanzy-la-Salonnaise : la commune doit la seconde partie de son nom aux habitants de Salon-de-Provence qui ont participé à la reconstruction du village après la Première Guerre mondiale.

## Population et société

### Démographie
L'évolution du nombre d'habitants est connue à travers les recensements de la population effectués dans la commune depuis 1793. Pour les communes de plus de 10 000 habitants les recensements ont lieu chaque année à la suite d'une enquête par sondage auprès d'un échantillon d'adresses représentant 8 % de leurs logements, contrairement aux autres communes qui ont un recensement réel tous les cinq ans,.

En 2022, la commune comptait 44 553 habitants, en évolution de −2,24 % par rapport à 2016 (Bouches-du-Rhône : +2,48 %, France hors Mayotte : +2,11 %).
| 1793  | 1800  | 1806  | 1821  | 1831  | 1836  | 1841  | 1846  | 1851  |
| ----- | ----- | ----- | ----- | ----- | ----- | ----- | ----- | ----- |
| 6 787 | 5 100 | 5 167 | 5 864 | 5 987 | 5 793 | 5 617 | 6 355 | 6 564 |

| 1856  | 1861  | 1866  | 1872  | 1876  | 1881  | 1886  | 1891  | 1896   |
| ----- | ----- | ----- | ----- | ----- | ----- | ----- | ----- | ------ |
| 7 057 | 6 533 | 6 714 | 7 522 | 7 021 | 7 503 | 8 598 | 9 152 | 10 936 |

| 1901   | 1906   | 1911   | 1921   | 1926   | 1931   | 1936   | 1946   | 1954   |
| ------ | ------ | ------ | ------ | ------ | ------ | ------ | ------ | ------ |
| 12 872 | 14 050 | 14 019 | 13 155 | 12 900 | 13 193 | 13 482 | 15 826 | 17 597 |

| 1962   | 1968   | 1975   | 1982   | 1990   | 1999   | 2006   | 2011   | 2016   |
| ------ | ------ | ------ | ------ | ------ | ------ | ------ | ------ | ------ |
| 21 393 | 30 722 | 34 576 | 34 846 | 34 064 | 37 079 | 40 147 | 42 812 | 45 574 |

| 2021   | 2022   | - | - | - | - | - | - | - |
| ------ | ------ | - | - | - | - | - | - | - |
| 44 731 | 44 553 | - | - | - | - | - | - | - |

### Enseignement
Salon-de-Provence fait partie de l'académie d'Aix-Marseille. Elle compte aussi un centre d'information et d'orientation.

#### Établissements éducatifs

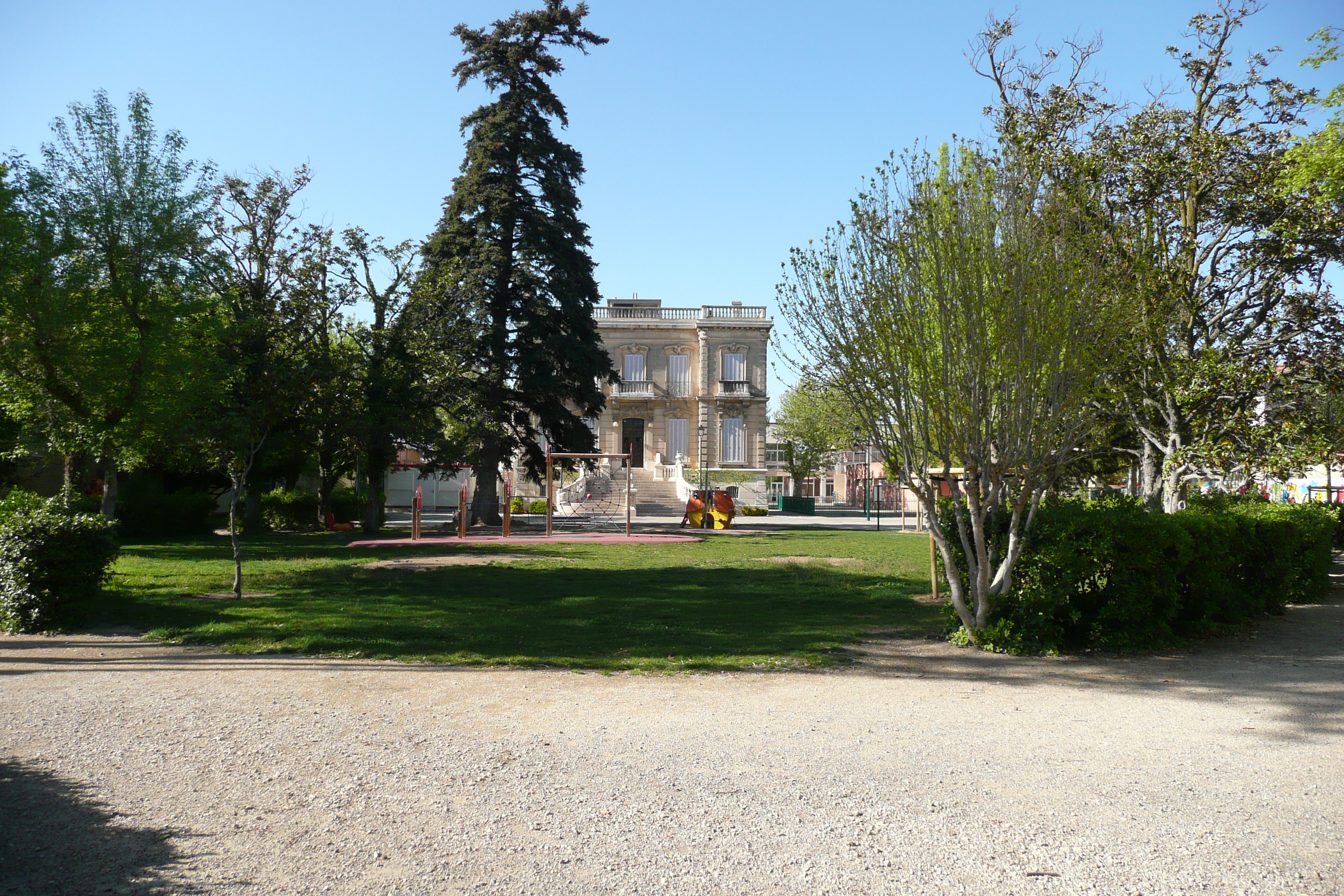
École maternelle Michelet.

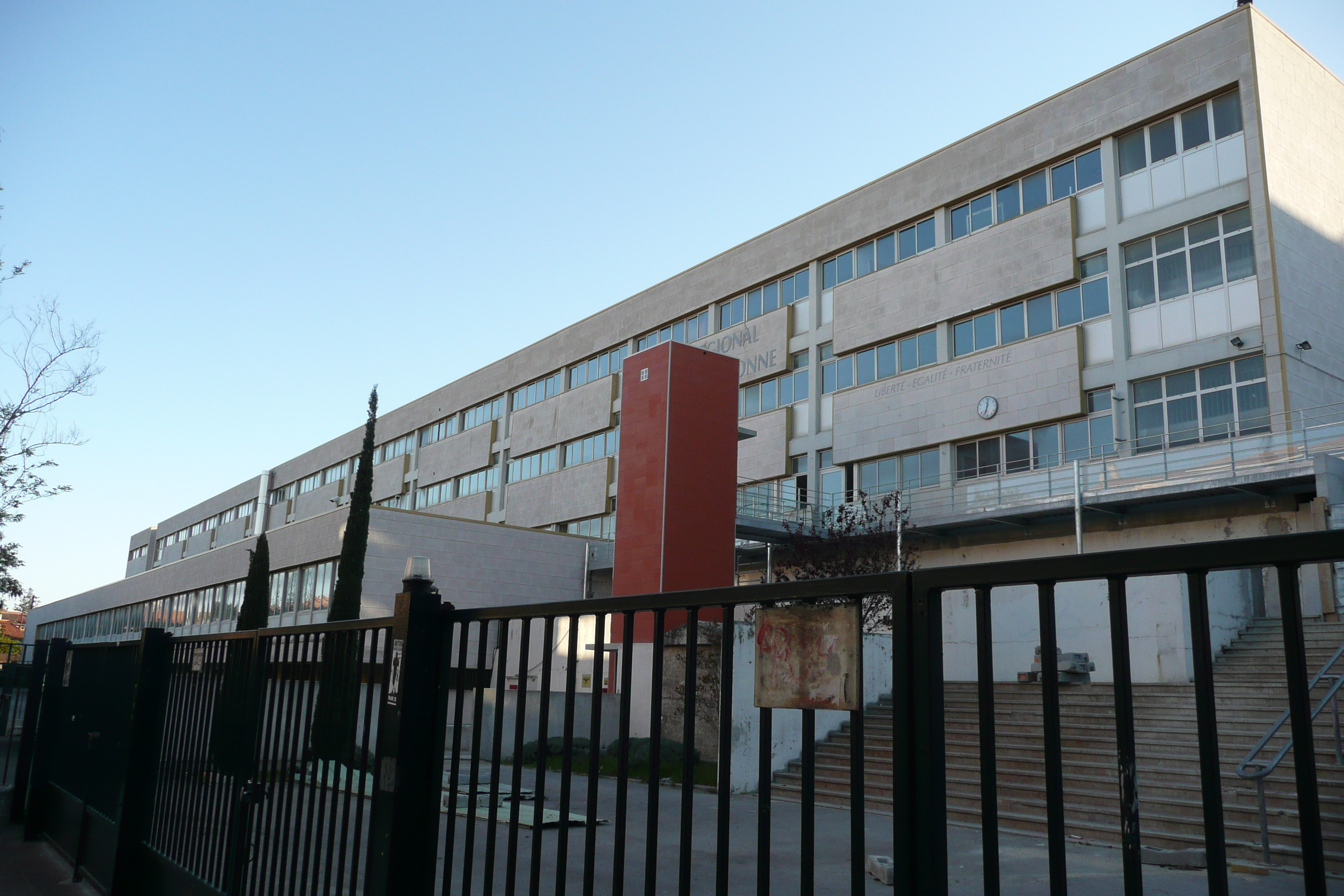
Lycée Adam-de-Craponne.

La commune gère quinze écoles maternelles
- des Alliés
- Arnaud Beltrame[53]
- Bastide-Haute
- des Bressons
- des Canourgues
- des Capucins
- Docteur-François-Blanc
- Jean Moulin
- Jules Michelet
- Lucie Aubrac
- Lurian
- Marceau-Ginoux
- Paul Cézanne
- Pavillon
- Saint-Norbert

La commune compte également deux écoles maternelles privées sous contrat : La Présentation de Marie et Viala-Lacoste.
ainsi que quatorze écoles élémentaires :
- Arnaud-Beltrame
- Bastide-Haute
- des Bressons
- Canourgues
- Capucins
- La Crau-Bel Air
- David
- Jules-Michelet
- Lurian 1
- Lurian 2
- Marceau-Ginoux
- Saint-Norbert

La commune compte également deux écoles élémentaires privées sous contrat : La Présentation de Marie et Viala-Lacoste.
Le conseil départemental des Bouches-du-Rhône gère les collèges publics Jean-Bernard, Jean-Moulin et Joseph-d'Arbaud. La Présentation de Marie et Viala-Lacoste sont des collèges privés.
La commune compte cinq lycées, gérés par le conseil régional de Provence-Alpes-Côte d'Azur :
- lycée Adam-de-Craponne (avec enseignement professionnel et BTS), public ;
- lycée de l'Empéri, public ;
- lycée Le Rocher (section professionnelle), privé ;
- lycée Saint-Jean (BTS), privé ;
- lycée Viala-Lacoste, privé.

#### Établissements spécialisés
La ville de Salon-de-Provence accueille, sur la base aérienne 701, l'École de l'air. Celle-ci a pour rôle de former des officiers de l'armée de l'air : pilotes, ingénieurs mécaniciens, officiers des bases, commissaires de l'air.
Lycée et le centre de formation SAINT-JEAN proposent des formations initiales et/ou en alternance :
- BTS comptabilité-gestion
- BTS Management Commercial Opérationnel (MCO, ancien MUC)
- BTS Notariat
- BTS Professions Immobilières

Il est possible de faire des études supérieures à lIUT d'Aix-Marseille, qui présente les spécialités suivantes :
- DUT Génie Électrique et Informatique Industrielle (GEII)
- Licence Électrotechnique et électronique de puissance (EEP)
- Licence Intégration des systèmes embarqués en aéronautique (ISEA)
- Licence Systèmes automatisés et réseaux industriels (SARI)

L'antenne de Salon-de-Provence de l'IUT d'Aix-Marseille compte environ 180 étudiants, soit le quart des étudiants de la commune.
Salon-de-Provence accueille aussi deux des six instituts de formations paramédicales du GCSPA (Groupement de Coopération Sanitaire du Pays d'Aix), sur le site du Centre hospitalier : un IFSI (Institut de Formation en Soins Infirmiers) et un IFAS (Institut de Formation des Aides-Soignants).

### Santé
Un grand projet de centre hospitalier du pays salonais est en cours depuis plusieurs années. Sa construction est l'une des priorités du maire Nicolas Isnard en 2020. La communauté Agglopôle Provence s'est engagée lors de son dernier conseil communautaire à participer financièrement au projet. Ainsi, les 17 communes concernées s'engagent à verser 10€ par habitant. Cette apport financier permettrait d'acheter le terrain susceptible d'accueillir la construction du nouvel édifice.
La clinique Vignoli s'inscrit également dans le projet offrant ainsi un partenariat public/privé.
En attendant, l'Hôpital du pays salonais poursuit son activité en proposant plusieurs pôles de spécialisation : cancérologie, chirurgie, médecine, pôle femme enfant et un pôle de gériatrie.
Parallèlement, les Salonais bénéficient d'une permanence médicale ouverte 7/7j de 9 h à 22 h.

### Logements sociaux
En août 2025, La tour Sofia de 12 étages et de 48 logements est démoli, dans le cadre du projet global de réhabilitation du quartier des Canourgues d'ici à 2030.

### Sports
En 1976, la ville a été élue « Ville la plus sportive de France » par le journal L'Équipe.
- Associations sportives :
  - Rugby à XIII : Salon XIII
  - Taekwondo : Provence Sport Taekwondo
  - Athlétic Club Salonais Athlétisme
  - Hockey sur gazon : Salon Hockey Club
  - Salon Escrime Club : Maitre d'armes (depuis 2014) Jean-Claude Magnan
  - Sapela Basket 13

Salon-de-Provence a été la ville d'arrivée de la 5e étape du Paris-Nice 2016, avec la victoire d'Alexey Lutsenko en solitaire, ainsi que de la 19e étape du Tour de France 2017, avec la victoire du norvégien Boasson Hagen,.
La commune dispose d'un hippodrome, l'hippodrome de la Crau. Depuis 2016, il accueille régulièrement une étape du Grand National du trot.

### Cultes et religions
- Temple protestant de Salon-de-Provence, impasse des Pénitents.
- Association Familiale Protestante - Connect, chemin des Cabans[64].
- Église Évangélique de Salon de Provence - Assemblée de Dieu, rue César Bossy[65].

## Économie
Salon comptait 2 221 entreprises en 2004. Les activités sont essentiellement tertiaires (88 %). L'industrie, la construction et l'agriculture représentent respectivement 6, 4 et 2 %.
Une antenne de la Chambre de commerce et d'industrie Marseille-Provence est implantée à Salon.

### Emploi
Entre 2004 et 2008, 13,9 % des Salonais sont déclarés au chômage ; ce taux est inférieur au taux départemental (14,7 %). Les 15 à 24 ans ne représentent qu'une part très infime de la population active.

### Entreprises et commerces
La commune dispose de 500 équipements de proximité. L'offre d'équipements est diversifiée dans le centre-ville.
Quatre zones d'activités sont implantées sur le territoire de la commune : le parc d'activités de la Gandonne, de la Crau, des Roquassiers et prochainement des Gabins.

### Industries et énergie

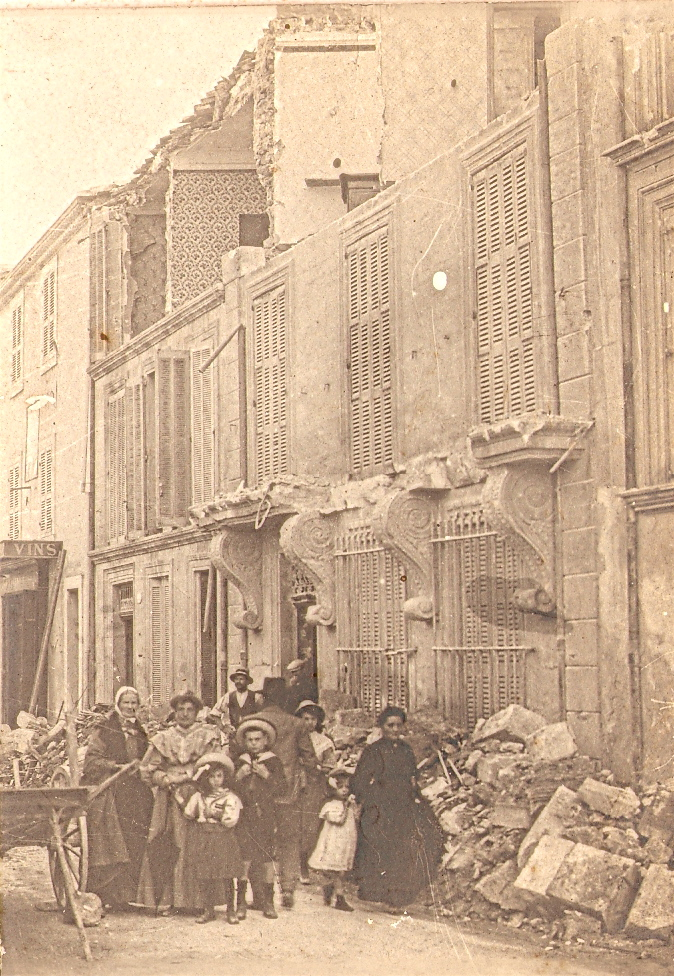
La rue du Puits-du-Mouton en 1909 (aujourd'hui rue des Frères-John-et-Robert-Kennedy).

Une centrale hydroélectrique utilisant les eaux de la Durance amenées par le canal EDF est implantée sur le territoire de la commune depuis 1965.

## Tourisme, culture et patrimoine
L'activité touristique se concentre l'été et sur certains « ponts » du printemps, pour un poids économique représentant 10 à 12 % du marché sédentaire. En 2007, Le tourisme représentait sur le territoire de l'Agglopole Provence un chiffre d'affaires annuel de l’ordre de 100 millions d'euros. L'hébergement y totalisait 6 000 lits.

### L'office de Tourisme
- L’Office de tourisme de Salon-de-Provence est un EPIC.
- L'Office de tourisme organise des visites guidées et activités qui se nomment "Les Flâneries" durant l'été.
- L'Office dispose d'une boutique officielle de la Patrouille de France (PAF).

L'office de tourisme accueille 60 000 visiteurs par an.

### Spectacles et festivités
Parmi les principaux évènement récurrents :
- Le Festival des Rencontres cinématographiques (fin mars / début avril) : il propose une sélection de plus de 30 films du monde entier.
- La Transhumance (fin avril / début mai) : défilé de moutons sur les cours du centre-ville, en présence de groupes folkloriques provençaux.
- Les Z'EXpressives (mi-mai) : invite les jeunes à exprimer leur talent en théâtre, danse, musique, cinéma, photo.
- Nocturnes du Vendredi (juillet et août) : des forains et artistes s'emparent du Cours Carnot et du centre historique pour accueillir les touristes dans le cadre d'un marché nocturne.
- Festival de théâtre Côté Cour (début juillet) : des artistes viennent revisiter des classiques, ou encore proposer leur création, dans le cadre du Château de l'Empéri.
- SALON Festival international de musique de chambre de Provence[70] (fin juillet / début août) : se déroule au Château de l'Empéri, à l'église Saint-Michel et à l’Abbaye de Sainte-Croix.
- Le Festival d'art lyrique (août) : est organisé par l'association Mezza Voce.
- La Fête de la Libération (22 août) : défilé historique rendant hommage aux hommes qui se sont battus pour rendre à Salon-de-Provence sa liberté.
- Du son au balcon (dernier vendredi du mois d'août) : concept permettant à des DJ de se relayer pour mixer de l'électro depuis le balcon de l'Hôtel de ville[71].
- Run your town (septembre) : course urbaine, au parcours plein d'obstacles et de poudres colorées naturelles.
- Noël à Salon-de-Provence (de fin novembre à début janvier) : diverses festivités pour la période de Noël (lancement des illuminations chaque dernier samedi du mois de novembre avec un spectacle sur la façade de l'Hôtel de ville, village du père Noël dans le centre historique, etc.

La Ville de Salon-de-Provence possède diverses institutions culturelles :
- L'Institut musical de formation professionnelle (IMFP) : école de jazz.
- Un complexe cinématographique : CinéPlanet.
- Le Portail Coucou - Café-Musiques : géré par l'Œuvre de la jeunesse laïque, il propose des concerts (rock, pop, reggae) (sauf l'été).
- Théâtre municipal Armand : propose des pièces de théâtre, des spectacles de danse et aussi quelques concerts.
- La Cour des créateurs : installé dans les locaux de l'ancien musée Grévin, cet espace accueille des expositions et des événements artistiques.

### Lieux et monuments

#### Monuments civils

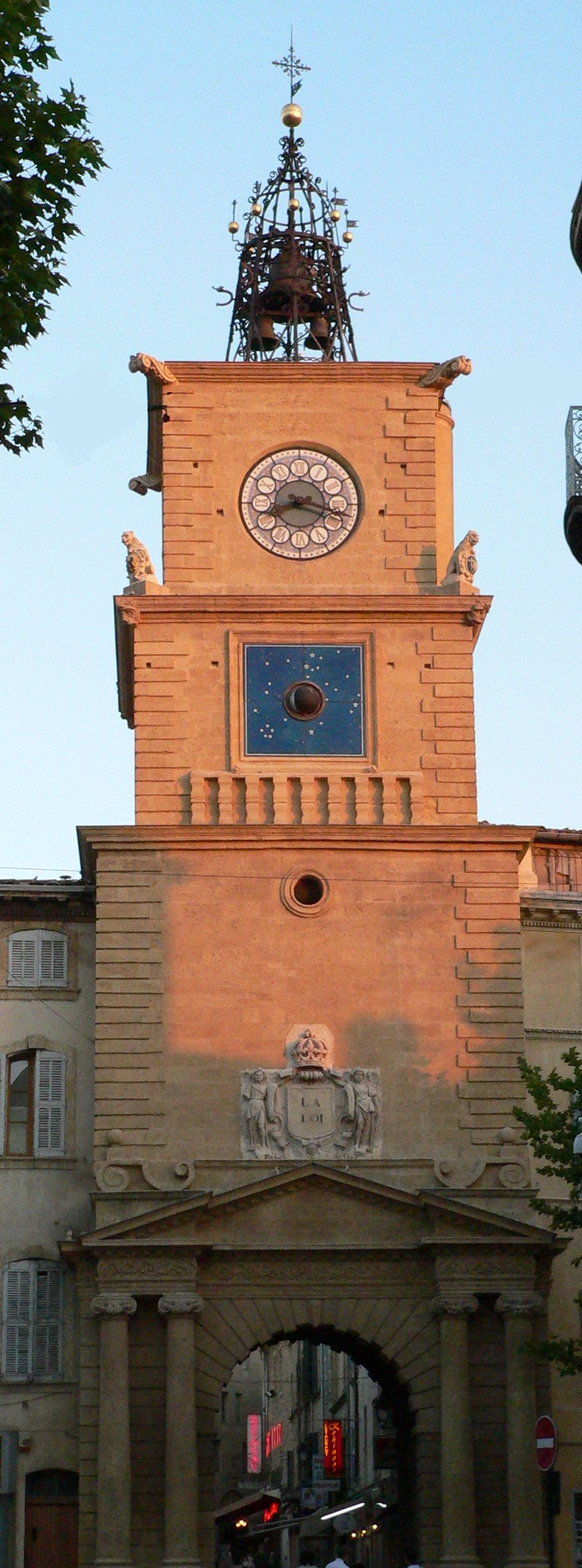
La Tour de l'Horloge.

Le château de l'Empéri, dominant la ville ancienne, est le plus grand château médiéval de Provence du XIIe au XIIIe siècle. Il est encore aujourd'hui un des trois plus grands châteaux forts de Provence, avec le palais des papes d'Avignon et le château de Tarascon.
Mentionné pour la première fois au Xe siècle, le château fut le lieu de résidence préféré des archevêques d'Arles jadis sous la suzeraineté des empereurs romains germaniques, d'où son nom de « Empéri ». L'archevêque d'Arles Louis Aleman y décéda de la peste le 16 septembre 1450. De nombreux personnages illustres y séjournèrent dont Frédéric Barberousse, le roi René d'Anjou, François Ier et la reine Claude en 1516. De la partie médiévale dans la première cour, occupée autrefois par un fossé de 7 mètres de profondeur qui justifiait la présence d'un pont-levis, au XVIe siècle, le château s'embellit d'une exceptionnelle cheminée gothique. À la Révolution, après la mort du dernier archevêque, le château devient propriété de la ville. Le tremblement de terre de 1909 endommagea l'édifice, deux tours furent détruites ainsi qu'une partie des remparts. Le château abrite aujourd'hui le conservatoire ainsi que le musée de l'Empéri, l'une des plus grandes collections d'histoire militaire française au monde. En 2004, il a accueilli 20 930 visiteurs. C'est aussi dans la grande cour du château que se déroule chaque été le festival international de musique « musique à l'Emperi » (en 2013 du 28 juillet au 8 août, 21 h). Président : Jérôme Bloch ; directeur artistique : Eric Le Sage. Le thème sera « Un voyage en Méditerranée », dans le cadre de Marseille/Provence, Capitale Européenne de la Culture 2013. Concerts également en l'église Saint-Michel à 18 heures, avant le grand concert du soir.

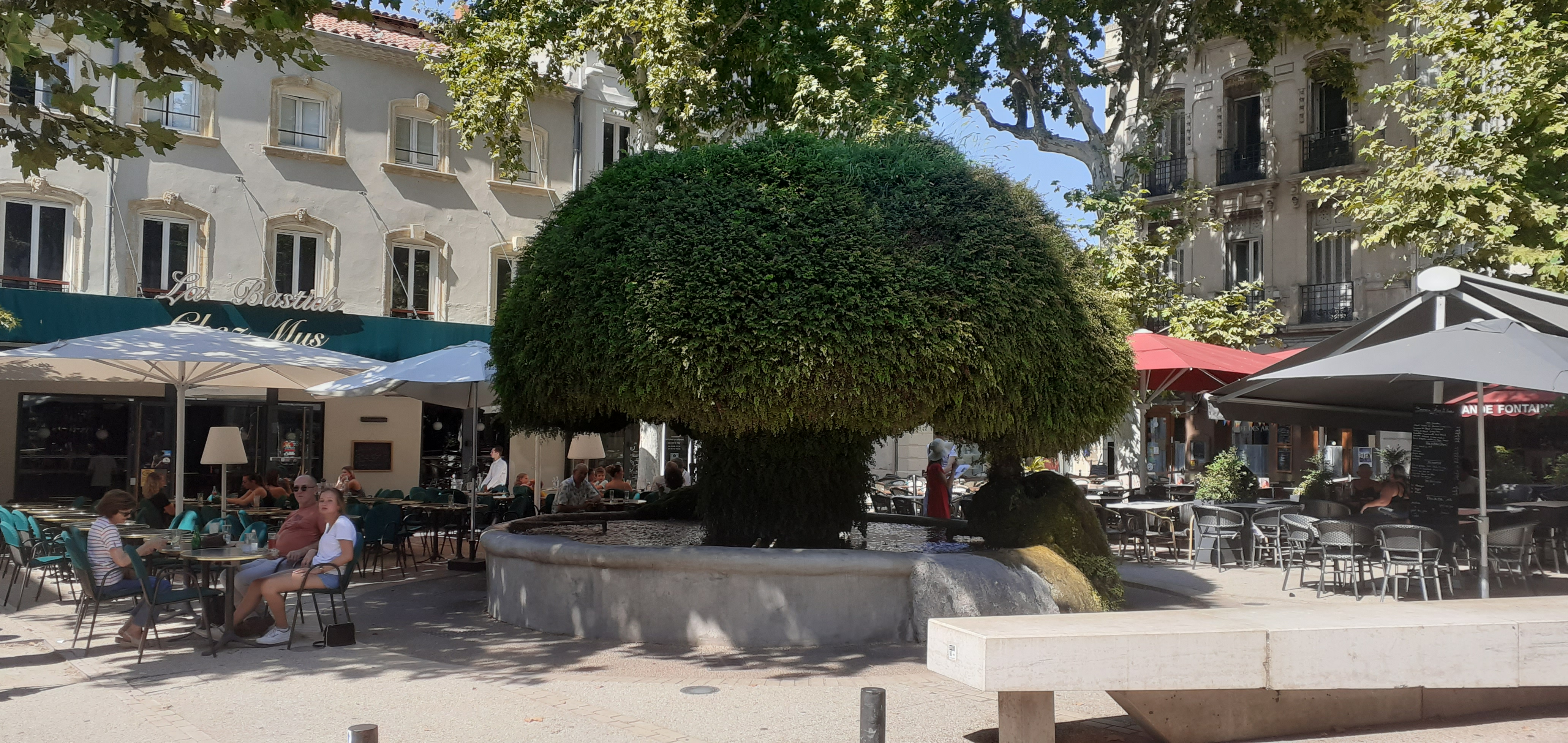
La Fontaine moussue dans le centre-ville.

- La Grande Fontaine, aussi nommée Fontaine Moussue. La fontaine existait déjà au XVIe siècle. Ce n'est qu'après la Seconde Guerre mondiale que les concrétions calcaires, puis la mousse et la végétation se sont développées, lui donnant ainsi la forme d'un champignon. Malgré un climat tempéré, il arrive que des stalactites se forment lorsqu'il gèle.
- La porte de l'Horloge. Elle fut édifiée sur l'ancienne porte Farreiroux, vestige des remparts, pour remplacer l'horloge de l'église Saint-Michel. Les travaux débutés en 1626 s'achèvent en 1664. Sa porte comporte une niche qui abrite une Madone. L'écusson de « la loi » a remplacé celui du roi, gratté en 1792. La porte de l'Horloge a entièrement été restaurée en 2004. La tour est couronnée d'un remarquable campanile en fer forgé. Le beffroi et la cloche sont classés Monument Historique par arrêté du 30 novembre 1912 tandis que la tour elle-même est inscrite Monument Historique par arrêté du 28 décembre 1926[74].
- La porte du Bourg Neuf. Un rempart datant du XIIe siècle entourait la ville, plusieurs portes donnaient ainsi accès à la cité. Celle-ci se trouve à côté de la mairie et donne son nom aux services administratifs situés à côté de la porte. Sous l'arcade, on peut voir une statue de Vierge noire. Cette porte a été inscrite monument historique par arrêté du 28 décembre 1926[75].
- À la sortie nord de Salon, le monumental mémorial Jean-Moulin est l’œuvre du sculpteur Marcel Courbier qui effectue là son troisième monument dédié à Jean Moulin. Mais la thématique a changé. Le monument de Salon est tout à fait original et ne ressemble à aucun autre. Ce monument érigé par souscription publique à l'initiative du Comité régional du Mémorial Jean-Moulin, avec le soutien de Laure Moulin, commémore le parachutage de Jean Moulin en Provence, dans la nuit du 1er au 2 janvier 1942, en compagnie de Raymond Fassin et d’Hervé Montjaret.

#### Monuments religieux
- L'église Saint-Michel. Classée Monument historique en 1983[76], elle a été construite au XIIIe siècle et présente un style de transition entre l'art roman et le gothique provençal. Elle dispose de deux clochers dont un à arcades (dit aussi clocher à peigne), le second fut ajouté au XVe siècle pour recevoir l'horloge de la ville. Le portail de style roman est remarquable par la qualité de ses sculptures. En dessous, se trouve l'agneau pascal surmonté d'une croix de Malte portée par une hampe. Un couteau carolingien et deux diablotins (rappelant que le Mal existe mais qu'il doit rester hors des lieux saints) figurent au sommet de l'arc. La tour octogonale, côté nord, permet d'appuyer l'hypothèse d'une construction templière. Lors du festival international de musique « Musique à l'Emperi », les concerts de 18 h ont lieu dans l'église (ceux de 21 h se déroulent au Château - voir plus haut). Président : Jérôme Bloch ; directeur : Eric Le Sage. En 2013, du 28 juillet au 8 août. Dans le cadre de Marseille/Provence, Capitale Européenne de la Culture 2013.
- La collégiale Saint-Laurent. Le monument actuel, beaucoup plus vaste, fut édifié sur l'emplacement d'une ancienne chapelle du XIIIe siècle. L'archevêque d'Arles Jean de Cardonne posa la première pierre le 22 mars 1344 ; les travaux durèrent 100 ans. L'édifice s'écroula au début du XVe siècle ; trente ans après, le cardinal Louis Aleman, archevêque d'Arles, lance la reconstruction qui se terminera en 1480. L'édifice est érigé en collégiale en 1499. Elle fut le théâtre de violents combats au cours des guerres de la ligue, notamment durant la bataille avec le duc d'Épernon, chef des ligueurs, qui tenta en vain d'abattre le clocher. Elle abrite actuellement le tombeau de Nostradamus.
- Église Saint-Benoît des Canourgues.

#### Cabanes en pierre sèche

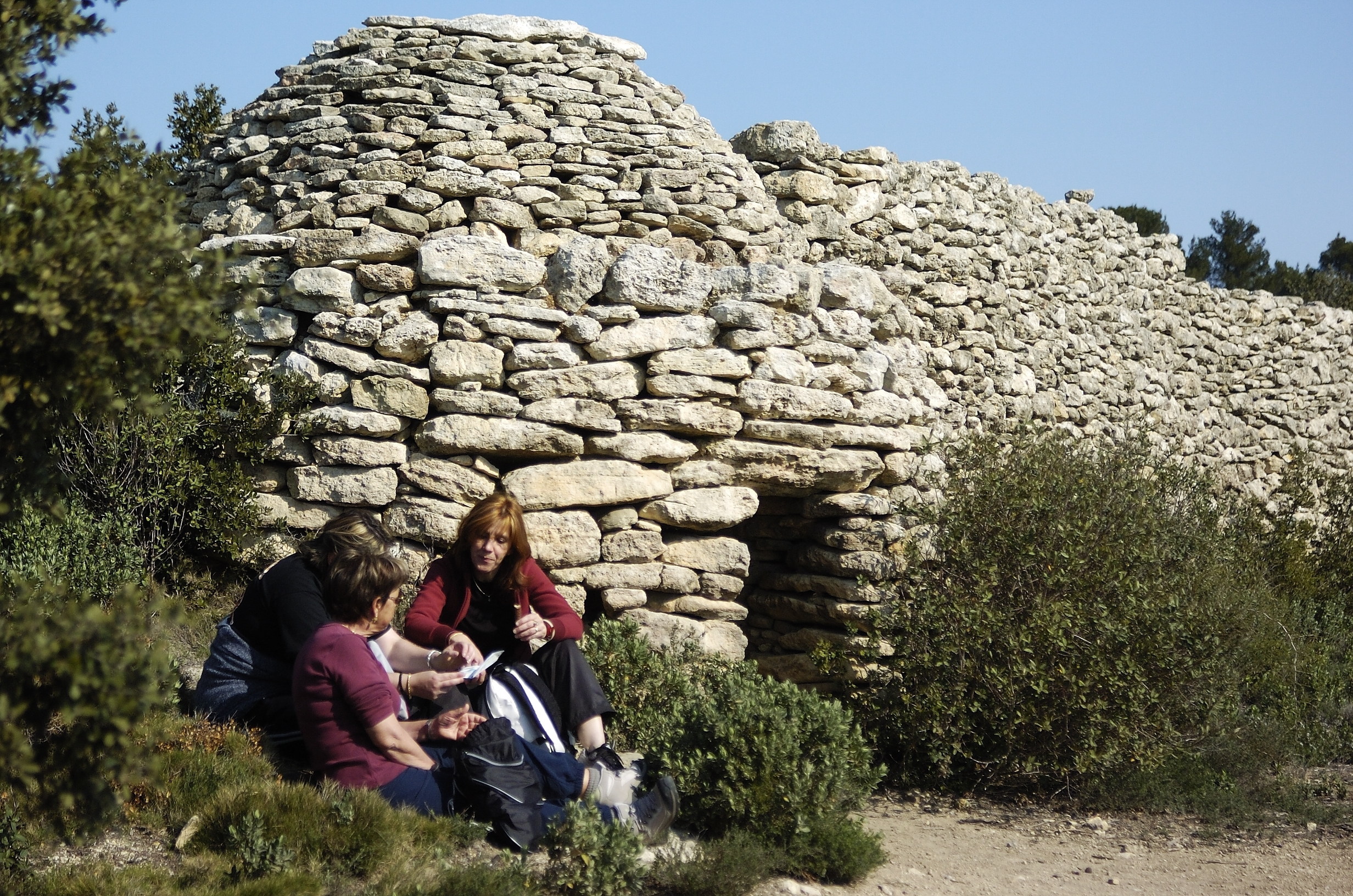
Val de Cuech Ouest, cabane en pierre sèche, de plan circulaire et à coupole en retrait par rapport au corps de base.

À quelques minutes du centre-ville, le massif du Tallagard propose quatre sentiers de randonnée (à pied ou en VTT). permettant de découvrir des  cabanes en pierre sèche ou bories, d'anciennes terrasses de culture ou bancaous, un chemin muletier, un oratoire, une bergerie, et une table d'orientation au sommet de la colline donnant vue sur le massif des Alpilles, le massif du Luberon, la plaine de la Crau, l’étang de Berre et jusqu'à la Méditerranée.
Salon est connu pour ses grandes cabanes dites « à degrés » : sur un corps de base rectangulaire ou circulaire, s'élèvent, en retrait, un cylindre à fruit (en forme de tronc de cône), puis, toujours en retrait, un deuxième cylindre à fruit ou une calotte. Il existe aussi des cabanes moins spectaculaires où le corps de base est coiffé simplement d'un cylindre à fruit ou d'une coupole.

### Musées
- Le Musée de Salon et de la Crau présente la salle Théodore-Jourdan : cette collection, dont un ensemble de toiles grand format, est un témoignage de la vie pastorale en Provence au XIXe siècle. Entrée gratuite.
- Musée de l'Empéri : autrefois résidence des archevêques d'Arles, le château est devenu un lieu unique présentant des collections consacrées à l'histoire militaire française depuis Louis XIV jusqu'à la Grande Guerre.
- Maison de Nostradamus : construite autour de cet énigmatique personnage qui scruta le passé, le présent et l'avenir jusqu'en 3797… Découverte de la maison où il vécut de 1547 à 1566 et où il écrivit ses fameuses prophéties.
- Musée du savon de Marseille : il retrace l'histoire du savon en Provence, commencée au Moyen Âge.

### Savonneries
- Savonnerie Marius Fabre.
- Savonnerie Rampal-Latour.
- Savonnerie Scham.

### Activités et loisirs
- Les Flâneries : Visite guidée (gratuite) proposée par l'office de tourisme de Salon-de-Provence
- Centre de vol à voile de la Crau
- Accro Passion : parcours d'accrobranche en plein air
- Les Courses hippiques à l'hippodrome de Salon-de-Provence
- Balade à vélo dans la Crau Verte : la plaine de la Crau est délimitée à l'ouest par la Camargue, au nord par les Alpilles, au sud par la Méditerranée et au sud-est par l'étang de Berre.
- Le massif du Tallagard propose quatre sentiers de randonnée à pied ou en VTT : le sentier de la Pastorale, le sentier des Caussiers, le sentier des Agassons et le sentier des Abeilles.
- Route des Collines salonaises - le charme en relief du massif des Costes. Cet itinéraire débute à Pélissanne et se termine à Salon-de-Provence - distance estimée : 42 km.
- Les marchés de Salon-de-Provence sont organisés les mardis, mercredis, vendredis, samedis et dimanches (le matin uniquement).
- Divers Accueil Collectif de Mineurs (ACM) : comme le centre Mosaïque, l'OJS et le PST Animation Loisirs

### Agriculture et produits du terroir
- Du désert de galets aux prairies

À l'époque médiévale, toute la plaine de la Crau est tapissée de galets (c'est l'ancien delta de la Durance).
Le canal d'Adam de Craponne, mis en œuvre au XVIe siècle, apporta l'eau (de la Durance) à ces terres arides afin de les transformer en surfaces agricoles. L'ouvrage offre l'eau nécessaire à l'introduction de la culture de fruits et légumes, d'oliviers et du foin de Crau, certifié par une AOC. L'arrosage des prairies par submersion, le limon des eaux, le soleil et le mistral permettent trois fauches par an.
D'octobre à mars, ces mêmes prairies servent de pâtures, puis, aux beaux jours, les moutons transhument vers les alpages. Lors de la transhumance, les troupeaux faisaient une halte à la Fontaine Moussue, étape traditionnelle sur le chemin des Alpes. Aujourd'hui, le pastoralisme est enseigné à l'école du Merle, centre officiel du ministère de l'Agriculture.
- Viticulture

Salon-de-Provence est une commune viticole située sur les aires géographiques de l'AOC Coteaux d'Aix-en-Provence, de l'IGP Méditerranée et de l'IGP Bouches-du-Rhône.

### Personnalités liées à la ville

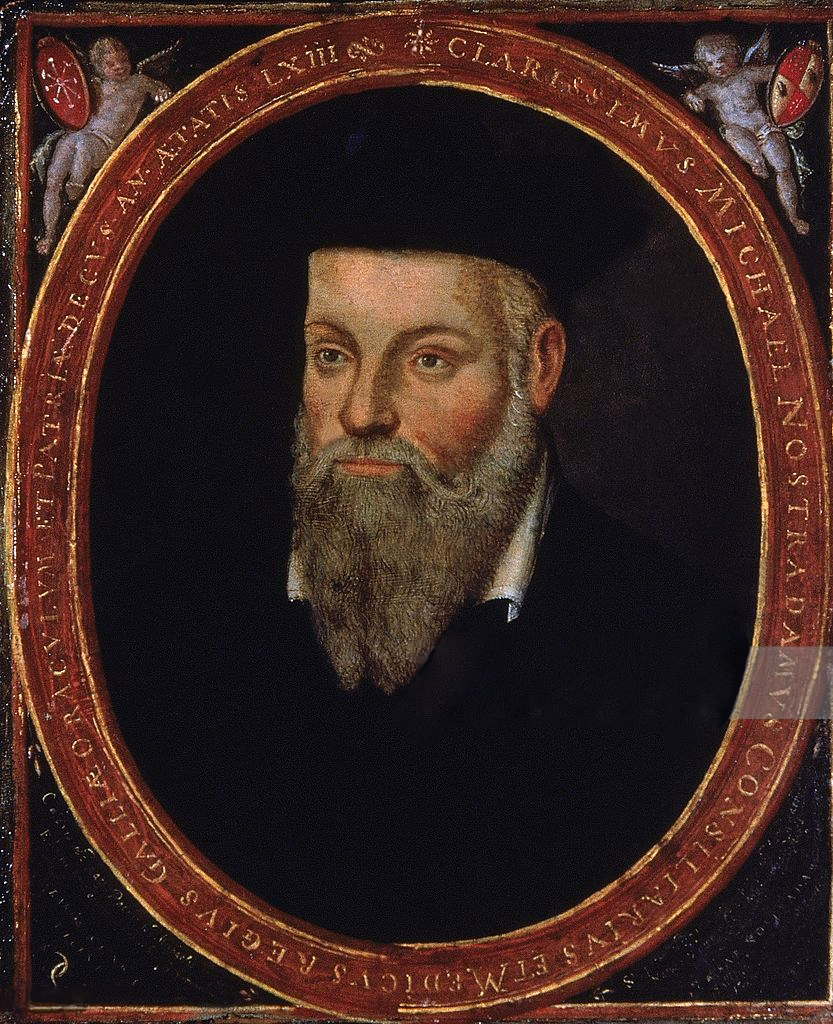
Nostradamus.

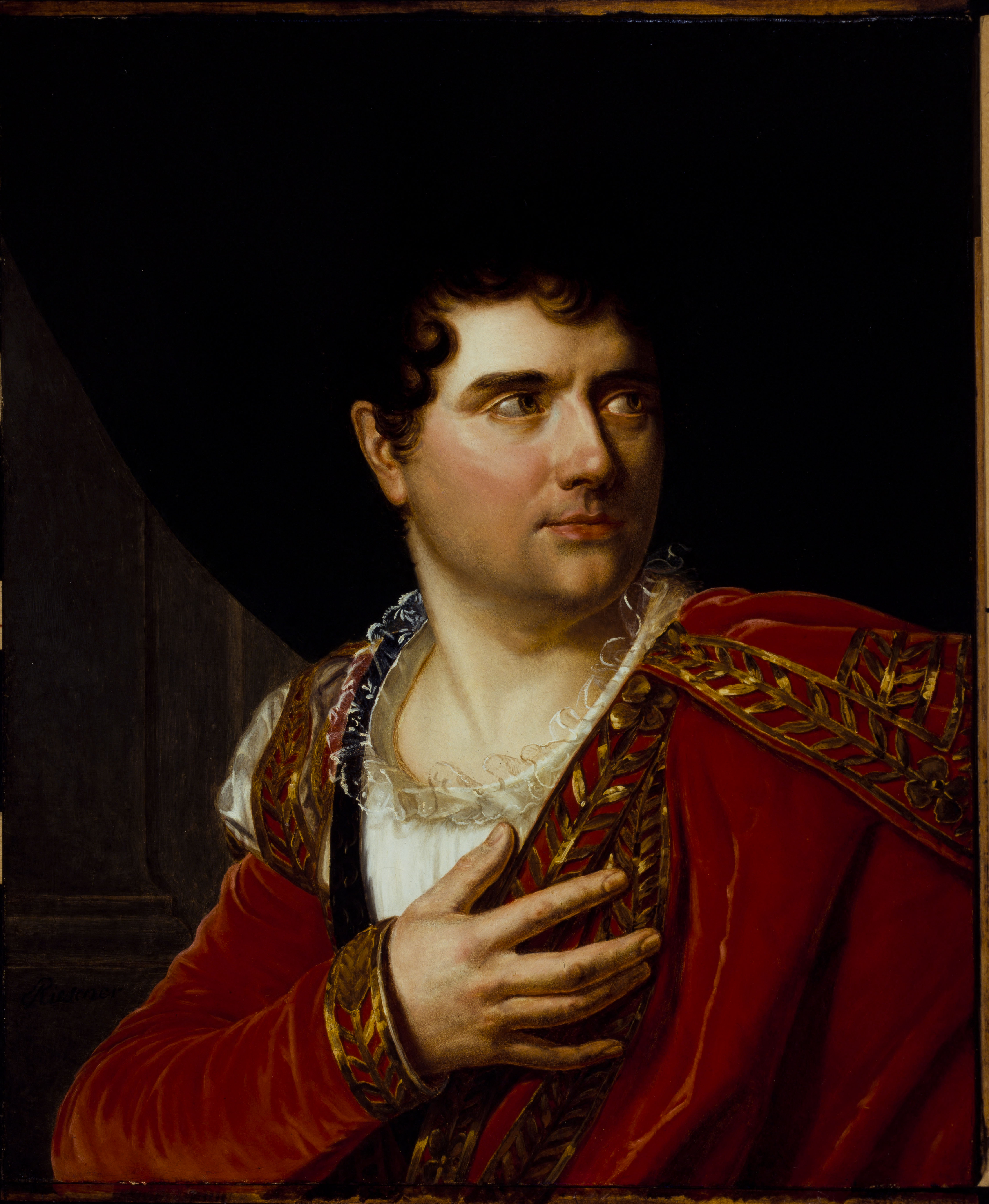
Jean-Baptiste-Sauveur Gavaudan.

- Louis Aleman (° 1390 - † 16 septembre 1450 à Salon) — cardinal, mort à Salon au château de l'Emperi.
- Michel de Nostredame, dit Nostradamus (° 1503 - † 1566), entre autres proche conseiller de la reine Catherine de Médicis, un musée lui est consacré.
- Adam de Craponne (° 1526 à Salon-de-Provence - † 1576 à Nantes) — ingénieur français, fertilisa la région en construisant un canal d’irrigation amenant les eaux de la Durance par son ancien passage naturel, le pertuis de Lamanon.
- Jean Baptiste Christian Fusée-Aublet, (° 1720 à Salon - † 1778 à Paris) — botaniste, explorateur.
- Robert de Lamanon (° 6 décembre 1752 à Salon - † 11 décembre 1787 à Tutuila) — membre de l'expédition de Lapérouse (1er août 1785 - 11 décembre 1787).
- Jean-Baptiste-Sauveur Gavaudan (° 1772 à Salon - † 1840 à Paris) — acteur, chanteur (opéra-comique) et directeur de théâtre.
- Antoine Blaise Crousillat (° 1814 à Salon - † 1899 à Salon) — poète provençal et félibre.
- François Pardigon (° 1826 - ?) — écrivain et révolutionnaire.
- Louis Marius Philippe Auguste Sibour (1827-1899), capitaine de vaisseau. Envoyé en mission en Guyane (1860). Né et mort à Salon-de-Provence (26 février 1827-7 mars 1899).
- François Merklen (° 1876 à Thann - † 1938 à Salon) — chimiste ayant élaboré la formule actuelle du savon de Marseille (à 72 %).
- Milly Mathis (° 8 septembre 1901 - † 30 mars 1965) — actrice, est décédée à Salon-de-Provence.
- Raymond Reynaud (° 8 octobre 1920 à Salon - † 10 juillet 2007 à Cavaillon) — artiste-peintre d'art brut.
- Romain Gary (°1914 - † 1980) — romancier français d'origine russe. Il est appelé en novembre 1938 au service militaire dans l'aviation sur la Base aérienne 701 Salon-de-Provence.
- Pierre Cayol (° 1939) — artiste peintre contemporain français.
- Pierre Bonelli (° 28 mai 1939 à Salon - † 31 mars 2004) — manager dans le secteur informatique, et notamment ancien président de Bull de 2001 à 2004.
- Jean-Daniel Simon (° 1942 à  Salon - 2021) - acteur et réalisateur français.
- Thierry Ardisson (° 1949 à Bourganeuf) - animateur, producteur de cinéma et de télévision français. Élève au lycée de L'Empéri [79].
- Bruno Martini (° 1970) à Salon — ancien handballeur français.
- Franck Esposito (° 1971) — ancien nageur français.
- Pierre Gaulon (°1983 à Salon-de-Provence) — écrivain.
- Mathieu Arzeno (1987) à Salon — pilote automobile français.
- Simon Porte Jacquemus (1990) — styliste et couturier français.
- Clément Mignon (° 1993) — nageur français.
- Nassourdine Imavov (° 1995) — artiste martial mixte français y débute la boxe à 10 ans.
- Sakina Karchaoui (° 1996) — footballeuse internationale française.

### Héraldique
| Blason de Salon-de-Provence | Blason  | D'or au lion de sable armé et lampassé de gueules, tenant entre ses pattes un écusson ovale d'azur chargé d'une fleur de lys d'or. |
| Blason de Salon-de-Provence | Détails | En 1564, Salon reçoit Charles IX et sa mère Catherine de Médicis. À cette occasion, le roi accorde à la ville de nouvelles armoiries : « un léopard de sable rampant en champ d'or, tenant au milieu de ses pattes sans toutefois toucher, un écusson d'azur dedans lequel il y aura une fleur de lys d'or ». Le statut officiel du blason reste à déterminer. |

### Logotypes et identité visuelle
|                                                   | En vigueur jusqu'en 2002, ce logo reprend les couleurs or et azur qui sont les couleurs de la ville apparaissant sur son drapeau et son blason. |
| Logotype actuel de la ville de Salon-de-Provence. | En vigueur depuis 2002, ce logo rompt avec la tradition en adoptant des couleurs ocre en lieu et place des couleurs traditionnelles de la ville (or et azur). Il reprend la façade de la mairie et notamment le balcon. Une devise fait son apparition - Un nouvel art de vivre en Provence - qui apparaît sur les publications et les affichages, mais pas sur les documents officiels émanant des services municipaux. Ce logotype se décline en différentes couleurs pour le Comité communal d'action sociale et l'Office du tourisme de la ville. |
|                                                   | Ce nouveau logotype est introduit à la fin de l'année 2014. Il traduit la volonté de la nouvelle équipe municipale de renouer avec l'identité de la commune. Ce logotype s'inspire par conséquent du blason de la commune, en reprenant ses couleurs modernisées, et le léopard. Réalisé en interne par le service municipal de communication, il peut se décliner pour le Comité communal d'action sociale et l'Office de tourisme. |

### Communauté des villes Ariane
| Logo de la Communauté des Villes Ariane | Salon-de-Provence intègre en 2010 la Communauté des villes Ariane, association fondée en 1998 et regroupant toutes les agglomérations ayant un lien avec Arianespace. En 2014, la ville de Salon-de-Provence assure la présidence de la Communauté des villes Ariane en partenariat avec l’École des officiers de l'armée de l'air. |

## Salon-de-Provence ailleurs

### Au cinéma
- Salon-de-Provence a été un des lieux de tournage du film Bienvenue chez les Ch'tis. Le personnage principal, Philippe Abrams, receveur des Postes interprété par Kad Merad, travaille à Salon et y habite avant sa demande de mutation ; une scène montre la fontaine moussue.
- La ville fut aussi le décor principal de La Fille du puisatier de Marcel Pagnol, tourné en 1940 avec Fernandel et Josette Day.

### Clips musicaux
- En 2015, le rappeur marseillais Soprano a tourné son clip Millionnaire à Salon-de-Provence.
- En 2020, Flo Catteau, auteur compositeur interprète, tourne son clip Préavis de Rêves dans les rues de Salon-de-Provence.